# A Gibb fivérek által írt dalok listája
A Gibb fivérek által írt dalok listája. A dalok mellett a megjelenésük ideje, helye van feltüntetve.
| Ábécé szerinti tartalomjegyzék                                                                           |
| --- |
| A, Á B C Cs D Dz Dzs E, É F G Gy H I, Í J K L Ly M N Ny O, Ó Ö, Ő P Q R S Sz T Ty U, Ú Ü, Ű V W X Y Z Zs |

## 0–9
- (I Love) Being in Love with You (Barry, Robin és Maurice Gibb) (1985) megjelent: Diana Ross: Eaten Alive, Eaten Alive Demos
- (Love Is) Thicker Than Water (Barry és Andy Gibb) (1976) megjelent: Andy Gibb: Flowing Rivers
- (Our Love) Don't Throw It All Away (Barry Gibb, Blue Weaver) (1977): megjelent: Tales from The Brothers Gibb, One Night Only, Love Songs, Bee Gees Love Hits, Rarevolution, Bee Gees Rare Collection, Bee Gees Unlocked, Bee Gees Greatest, An Audience With The Bee Gees, Bee Gees and Andy Gibb Demos, Guilty Pleasures Demos, Staying Alive Demos
- (The) Heat of the Night (Barry, Robin és Maurice Gibb) (1981) megjelent: Heartbreaker Demos
- (Underneath the) Starlight of Love (Barry Gibb) (1959) megjelent: Col Joyce kislemezén 1963, Assault the Vaults
- (We Are) Atomic (Robin Gibb, Maurice Gibb) (1986) megjelent: Carola: Runaway
- 2 Years On (Robin Gibb, Maurice Gibb) (1970) megjelent: 2 Years On, My World, In the Morning, Portrait of The Bee Gees
- 855–7019 (Barry, Robin, Maurice Gibb) (1992) megjelent a Kiss of Life és a How to Fall in Love kislemez B oldalán 1994, The Fantastic Bee Gees

## A, Á
- A Breed Apart (Maurice Gibb) (1984) megjelent: A Breed Apart
- A Child, a Girl, a Woman (Barry Gibb) (1970) nem jelent meg
- A Dutch Treat (Barry Gibb, David English) (1982) nem jelent meg
- A Girl Needs Love (Barry Gibb) (1966) megjelent: Assault the Vaults
- A Hat Full of Rain (Barry Gibb) (1970) nem jelent meg
- A Lonely Violin (Barry, Robin és Maurice Gibb) (1972) megjelent: A Kick In The Head Is Worth Eight In The Pants, The Bee Gees Greatest Outtakes
- A Long Time Ago (Barry Gibb) (1966) megjelent: Assault the Vaults
- A Man in the Wilderness (Barry Gibb, Maurice Gibb, Lawrie) (1970) nem jelent meg
- A Touch Apart (Maurice Gibb)(1984) megjelent: A Bread Apart
- A Very Special Day (Robin Gibb) (1969) megjelent: Sing Slowly Sisters
- A Word of Love (Barry, Robin és Maurice Gibb) (1971) nem jelent meg
- Above and Beyond (Barry, Robin és Maurice Gibb) (1992) megjelent: Size Isn’t Everything, Maurice In The Lead
- Above the Law (Barry Gibb, Ashley Gibb, Stephen Gibb, B Streisand) (2004) megjelent: Barbara Streisand: Guilty Pleasures, Guilty Pleasures Demos
- Adam's Dream (Maurice Gibb) (1984) megjelent: A Bread Apart
- After Dark (Barry Gibb) (1979) megjelent: Andy Gibb: After Dark
- After the Laughter (Robin Gibb) (1970) nem jelent meg
- Ain't Got No Money (Maurice Gibb) (1975) nem jelent meg
- Ain't Nothing Gonna Keep Me from You (Barry Gibb) (1977) megjelent: Teri De Sario: Pleasure Train, 1978, Scattered Gibbs
- Alabama (Maurice Gibb, Lauwrie) (1970) megjelent: Lost & Found, From The Bee Gees Archives Vol2, From The Gibb Files, A Breed Apart
- Alexandria Good Time (Robin Gibb) (1969) megjelent: From The Bee Gees Archives Vol2, The Bee Gees Brothers With Others, Bee Gees and Andy Gibb Demos
- Alive (Barry Gibb, Maurice Gibb) (1971) megjelent: To Whom it May Concern, Best of Bee Gees Vol 2, Tales from The Brothers Gibb, Best of Bee Gees Vol2, The Complete Hit-Album, Bee Gees Perfect Series, Best of Bee Gees, A Popularidade de Bee Gees
- All Around My Clock (Barry, Robin és Maurice Gibb) (1967) megjelent:The Studio Albums 1967–1968, From The Gibb Files, From The Bee Gees Archives Vol2, Lost & Found II, Bee Gees Unissued, The Bee Gees Greatest Outtakes
- All By Myself (Maurice Gibb) (1966) megjelent: The Brigade Kislemezén 1968, Inception / Nostalgia, Brilliant From Birth, In The Beginning, Spicks & Specks: 26 Songs from the Early Days, Por Siempre Bee Gees, Birth of Brilliance, Maurice In The Lead, The Great Bee Gees, Bee Gees Pop Legends
- All in Your Name (Barry Gibb, Michael Jackson) (2002) nem jelent meg
- All My Christmases (Came at Once) The Bee Gees Greatest Outtakes, Earliest Bee Gees With And By Others
- All of My Life (Barry Gibb) (1966) megjelent: Turn Around, Look at Us, Rare, Precious & Beautiful 2, Brilliant From Birth, Bee Gees Bonanza
- All Our Christmases Came at Once (Barry, Robin és Maurice Gibb) (1967) megjelent: The Majority kislemezén 1968, Earliest Bee Gees With And By Others, The Studio Albums 1967–1968
- All So Lonely (Barry, Robin és Maurice Gibb) (1967) a Horizontal lemezre szánt dal, nem jelent meg
- All the Children (Barry Gibb, Ashley and Stephen Gibb) (2004) megjelent: Barbara Streisand: Guilty Pleasures, Guilty Pleasures Demos
- All the King's Horses (Barry, Robin és Maurice Gibb) (1966) megjelent: Ronnie Burns kislemezén, Assault the Vaults, From The Bee Gees Archives, Last Minute demos
- All the Love in the World (Barry, Robin és Maurice Gibb) (1982) megjelent: Dionne Warwick: Heartbreaker, Heartbreaker Demos, Master Heartbreaker Demos, The Bee Gees Greatest Demos
- All This Making Love (Barry és Robin Gibb) (1975) megjelent: Main Course
- All's Well That Ends Well (Robin Gibb) (1970) megjelent: Sing Slowly Sisters
- Alone (Barry, Robin és Maurice Gibb) (1995) megjelent: The Record, Still Waters, An Audience With The Bee Gees, The Complete Storytellers
- Alone Again (Robin Gibb, Maurice Gibb) (1970) megjelent: 2 Years On
- Amorous Aristocracy (Barry, Robin és Maurice Gibb) (1971): nem jelent meg
- An Everlasting Love (Barry Gibb) (1977) megjelent: Andy Gibb: Shadow Dancing
- And for You (Barry, Robin és Maurice Gibb) (1971) a To Whom it May Concern albumra szánt dal, nem jelent meg
- And I'll Be Happy (Barry Gibb) (1964) megjelent: Trevor Godon and The Bee Gees kislemezén a House Without Windows B oldalán 1964, Assault the Vaults, Bee Gees Songs and Performances of 1964
- And the Children Laughing (Barry Gibb) (1965) megjelent: The Bee Gees Sing and Play 14 Barry Gibb Songs, Rare, Precious & Beautiful 3 Brilliant From Birth, To Be or Not to Be, Ultimate Collection, Bee Gees Big Chance, Big Chance, Tomorrow The World, Bee Gees 26 Golden Oldies, The 60s Collection, Original Songs, Follow The Wind, Bee Gees 2CD Box, Bee Gees Collection 25 Songs
- And the Sun Will Shine (Barry, Robin és Maurice Gibb) (1967) megjelent: Horizontal, Best of Bee Gees Vol 2, Tales from The Brothers Gibb, One Night Only, The Studio Albums 1967–1968, Lost & Found II, Golden Album, Bee Gees Starportrait International, In Their Own Time, Bee Gees Best, Bee Gees Tour Souvenir, Best of Bee Gees, Merchants Of Dream, Strange Brew
- And the Walls Fell Down (Barry, Robin és Maurice Gibb) (1968) megjelent The Marbles: The Marbles 1969, Scattered Gibbs
- Andrew Alone (Maurice Gibb) (1983) nem jelent meg
- Andrew's Theme (Maurice Gibb) (1983) a Misunderstood film zenéje, nem jelent meg
- Angel of Mercy (Barry, Robin és Maurice Gibb) (1995) megjelent Carola: My Show, Angel Of Mercy – Buried Gibb Treasures, Bee Gees Unlocked
- Angela (Barry, Robin és Maurice Gibb) (1986) megjelent: E.S.P, E.S.P Demos, Bee Gees and Andy Gibb Demos
- Another Cold and Windy Day (Barry, Robin és Maurice Gibb) (1968) megjelent: From The Bee Gees Archives, In Their Own Time, Inception / Nostalgia, First Album Demos, The Studio Albums 1967–1968, Merchants Of Dream
- Another Lonely Night in New York (Robin Gibb, Maurice Gibb) (1982) megjelent: How Old Are You, Tales from The Brothers Gibb, How Old Are You Demos, Robin Gibb: Magnet
- Anymore (Maurice Gibb) (1971) a To Whom it May Concern albumra szánt dal, nem jelent meg
- Anything for You (Barry, Robin és Maurice Gibb) (1992) megjelent: Size Isn’t Everything
- Anywhere I Hang My Hat Is Home (Robin Gibb) (1970) nem jelent meg
- Arrow Through the Heart (Barry Gibb, Maurice Gibb, A. Gibb) (1987) megjelent: Angel Of Mercy – Buried Gibb Treasures
- As Fast as I Can (Maurice Gibb, Nat Kipner) (1967) megjelent: Barrington Davies Powerhouse kislemezén 1967, Assault the Vaults
- August October (Robin Gibb) (1969) megjelent: Robin Gibb: Robin’s Reign, Best of The Bee Gees, To Perfection, Bee Gees Best, Best of Bee Gees Vol. 2, Kitty Can, Bee Gees (Német), Bee Gees Idea (mono)
- Avalanche (Robin Gibb) (1970) megjelent: Sing Slowly Sisters

## B
- Baby as You Turn Away (Barry, Robin és Maurice Gibb) (1975) megjelent: Main Course
- Baby I'm Losing You (Barry Gibb) (1965) megjelent: Noeleen Batley kislemezén 1965
- Babysitter (Robin Gibb, Maurice Gibb) (1987) nem jelent meg
- Back Home (Barry, Robin és Maurice Gibb) (1970) megjelent: 2 Years On
- Back in Your Arms (Barry, Robin és Maurice Gibb) (1978): nem jelent meg
- Back to the People (Maurice Gibb, Bill Lauwrie) (1970) megjelent: Bev Harrell kislemezén, Earliest Bee Gees With And By Others, A Breed Apart
- Backtafunk (Barry, Robin és Maurice Gibb) (1987) megjelent: E.S.P
- Bad Bad Dreams (Barry, Robin és Maurice Gibb) (1972) megjelent: To Whom it May Concern
- Bad Girl (Barry Gibb) (1965) megjelent: Dennis and The Delawares kislemezén 1965, Earliest Bee Gees With And By Others
- Ballet of Freedom (Barry Gibb, Maurice Gibb, Bill Lawrie) (1970) nem jelent meg
- Barker of the UFO (Barry Gibb) (1967) megjelent: kislemezen a Massachusetts B oldalán 1967, Tales from The Brothers Gibb, The Studio Albums 1967–1968, Bee Gees Rare Collection, Massachusetts, Kitty Can, Bee Gees Idea (mono)
- Be My Friend (Barry Gibb, Maurice Gibb) (1969) nem jelent meg
- Be Who You Are (Barry Gibb) (1981) megjelent: Living Eyes, The Complete Living Eyes Demos, Rarevolution
- Beat the Drum (Robin Gibb) (1969) nem jelent meg
- Bein' Home (Maurice Gibb) (1971) megjelent: Lost & Found, Gibb Treasures
- Belinda (Robin Gibb, Maurice Gibb) (1970) nem jelent meg
- Better Leave Today (Maurice Gibb) (1975) nem jelent meg
- Between the Laughter and the Tears (Barry Gibb, Maurice Gibb)(1969): a Cucumber Castle lemezre szánt dal, nem jelent meg
- Big Chance (Barry Gibb) (1966) megjelent: Spicks and Specks, Rare, Precious & Beautiful, Brilliant From Birth, To Be or Not to Be, Ultimate Collection, Bee Gees Bonanza, In The Beginning, Bee Gees Big Chance, Big Chance, Bee Gees Forever Classic, Bee Gees Bonanza Vol2, Ever Increasing Circles, Claustrophobia, Bee Gees Classic Years, Bee Gees 26 Golden Oldies, The 60s Collection, Original Songs, Bee Gees 2CD Box, Bee Gees Collection 25 Songs
- Birdie Told Me (Barry, Robin és Maurice Gibb) (1967) megjelent: Horizontal, The Studio Albums 1967–1968, In Their Own Time, Merchants Of Dream
- Black Diamond (Barry, Robin és Maurice Gibb) (1968) megjelent: Odessa
- Bloomfield's The Loner (Maurice Gibb, Billy Lawrie) The Loner
- Blue Bird (Robin Gibb, Maurice Gibb) (1970) nem jelent meg
- Blue Island (Barry, Robin és Maurice Gibb) (1992) megjelent: Size Isn’t Everything, Taratata, In The Studio, Please Welcome Bee Gees Live on TV, Bee Gees on Howard Stern
- Blues (Robin Gibb, Maurice Gibb) (1970) nem jelent meg
- Bodyguard (Barry, Robin és Maurice Gibb) (1988) megjelent: One, One Demos
- Boogie Child (Barry, Robin és Maurice Gibb) (1976) megjelent: Children of the World, Here at Last… Bee Gees… Live, Tales from The Brothers Gibb, Bee Gees Success Story
- Boogie Summer (Barry, Robin és Maurice Gibb) (1976): nem jelent meg
- Born (Barry Gibb) (1970) megjelent: The Kid's No Good
- Born a Man (Barry Gibb) (1966) megjelent: Spicks and Specks, Rare, Precious & Beautiful, Brilliant From Birth, Birth of Brilliance, Spicks & Specks: 26 Songs from the Early Days, Bee Gees Bonanza, In The Beginning, The Great Bee Gees, Bee Gees Pop Legends
- Born Again (Barry, Robin és Maurice Gibb) (1998): nem jelent meg
- Born to Be Loved by You (Barry Gibb, Maurice Gibb) (1990) megjelent: The Bee Gees Brothers With Others, Scattered Gibbs
- Boy on the Road (Barry Gibb) (1964) megjelent: Del Juliana kislemezén
- Boy with a Broken Heart (Barry Gibb) (1964) nem jelent meg
- Boys Do Fall in Love (Robin Gibb, Maurice Gibb) (1984) megjelent: Robin Gibb: Secret Agent, Secret Agent / Walls Have Eyes
- Brand New Heart (Robin Gibb, Maurice Gibb) (1986) megjelent: Carola: Runaway, Scattered Gibbs
- Brave New World (Barry és Steve Gibb) (2003) nem jelent meg
- Breaking Up a Darn Good Thing (Barry Gibb) (1963) nem jelent meg
- Breakout (Barry, Robin és Maurice Gibb) (1983) megjelent: Staying Alive, Staying Alive Demos
- Breed Ending (Maurice Gibb) (1983) megjelent: A Breed Apart
- Bridges Crossing Rivers (Barry és Robin Gibb) (1968): megjelent: The Studio Albums 1967–1968, Bee Gees Unissued
- Bring Out the Thoughts in Me (Barry, Robin és Maurice Gibb) (1971) nem jelent meg
- Broken Bottles (Barry, Robin és Maurice Gibb) (1982) megjelent: Heartbreaker Demos, Master Eyes That See In The Dark Demos, Bee Gees Unlocked
- Bunbury Afternoon (Barry, Robin, Maurice Gibb, David English) (1986) megjelent: The Bunbury Tails (filmzene), The Bee Gees Brothers With Others, The Fantastic Bee Gees
- Bunker (Maurice Gibb) (1970) nem jelent meg
- Buried Treasure (Barry, Robin és Maurice Gibb) (1983) megjelent: Kenny Rogers: Eyes That See In The Dark, Eyes That See In The Dark Demos, Master Eyes That See In The Dark Demos
- Bury Me Down by the River (Barry Gibb, Maurice Gibb) (1969) megjelent: P.P. Arnold kislemezén 1969, Cucumber Castle, To Perfection, Bee Gees Best
- Butterfly (Barry, Robin és Maurice Gibb) (1966) megjelent: Ronnie Burns EP-jén 1967, Inception / Nostalgia, Brilliant From Birth, Birth of Brilliance, Lo Mejor De The Bee Gees, Spicks & Specks: 26 Songs from the Early Days, Last Minute demos, Bee Gees Disque D’or, In The Beginning, The Great Bee Gees, Bee Gees Pop Legends
- By the Light of a Burning Candle (Barry, Robin és Maurice Gibb) (1968) megjelent: The Marbles: The Marbles 1969, Scattered Gibbs
- By Tomorrow (Maurice Gibb, Lauwrie) (1971) nem jelent meg

## C
- Call It What You Like (Robin Gibb, Maurice Gibb) (1970) nem jelent meg
- Can't Keep a Good Man Down (Barry, Robin és Maurice Gibb) (1976) megjelent: Children of the World, Here at Last… Bee Gees… Live
- Carried Away (Barry Gibb, Galuten) (1979) megjelent: Guilty Demos, Master Guilty Demos, The Bee Gees Greatest Demos, Scattered Gibbs
- Castles in the Air (Barry, Robin és Maurice Gibb) (1972) megjelent: A Kick In The Head Is Worth Eight In The Pants, A Kick In The Head Is Worth Eight In The Pants
- Celebration De La Vie (Barry, Robin és Maurice Gibb) (1986) megjelent: Barry Gibb: Hawks (Barry Gibb), Rarevolution
- C'est La Vie, Au Revoir (Robin Gibb) (1970) megjelent: Sing Slowly Sisters
- Chain Reaction (Barry, Robin és Maurice Gibb) (1985) megjelent: Diana Ross: Eaten Alive, An Audience With The Bee Gees, Instrumental And Other Rarities, Scattered Gibbs
- Change (Barry Gibb, George Bitzer, Alan Kendall) (1986) megjelent: Barry Gibb: Hawks (Barry Gibb)
- Changin' Me (Robin Gibb, Blue Weaver) (1979) megjelent: Jimmy Ruffin: Sunrise 1980
- Charade (Barry és Robin Gibb) 1973 megjelent: Mr Natural, Tales from The Brothers Gibb, The Scope of The Bee Gees
- Cherish (2005) (Robin Gibb, Michael Graves), nem jelent meg
- Cherry Red (Barry Gibb) (1966) megjelent kislemezen 1966-ban, Turn Around, Look at Us, Rare, Precious & Beautiful 2, Brilliant From Birth, Birth of Brilliance, Bee Gees Bonanza, 16 Greatest Hits, In The Beginning, Spicks & Specks: 26 Songs from the Early Days, Serie Autografo de Exitos, The Great Bee Gees, Bee Gees Pop Legends
- Child (Barry, Robin és Maurice Gibb) (1971): nem jelent meg
- Childhood Days (Barry Gibb, Maurice Gibb) (1986) megjelent: Barry Gibb: Hawks (Barry Gibb), The Fantastic Bee Gees
- Children of the World (Barry, Robin és Maurice Gibb) (1976) megjelent: Children of the World, Bee Gees Greatest, In The Beginning, MTV History, Bee Gees
- Chocolate Symphony (Barry, Robin és Maurice Gibb) (1968) megjelent The Studio Albums 1967–1968, Bee Gees Unissued
- Chubby (Barry Gibb) (1965) megjelent: Jenny Bradley kislemezén, Assault the Vaults
- City of Angels (Maurice Gibb) (1981) Master Eyes That See In The Dark Demos, Lost & Found, Gibb Treasures, The Bee Gees Unleashed, Bee Gees Unlocked, The Bee Gees Greatest Demos
- Claustrophobia (Barry Gibb) (1964) megjelent The Bee Gees Sing and Play 14 Barry Gibb Songs, Rare, Precious & Beautiful 2, Brilliant From Birth, Bee Gees, To Be or Not to Be, Bee Gees Bonanza, Ultimate Collection, Birth of Brilliance, In The Beginning, Spicks & Specks: 26 Songs from the Early Days. Bee Gees Big Chance, Big Chance, Bee Gees Forever Classic, Bee Gees Bonanza Vol2, Ever Increasing Circles, Claustrophobia, Bee Gees Classic Years, Bee Gees 26 Golden Oldies, The 60s Collection, Best of the Early Years, Follow The Wind, Bee Gees 1963–1966, Bee Gees 2CD Box, The Three Kisses Of Love, Bee Gees Collection 25 Songs
- Close Another Door (Barry, Robin és Maurice Gibb) (1967) megjelent: Bee Gees First, Golden Album, Massachusetts, Bee Gees The Best!, Bee Gees 20 Greatest Hits
- Closer Than Close (Barry, Robin és Maurice Gibb) (1996) megjelent Still Waters, One Night Only, Love Songs, The Studio Albums 1967–1968, MTV History, Maurice In The Lead
- Clyde O'Riley (Barry Gibb) (1970) megjelent: The Kid's No Good
- Coalman (Barry, Robin és Maurice Gibb) (1966) megjelent Inception / Nostalgia, Brilliant From Birth, Birth of Brilliance, In The Beginning, Bee Gees Disque D’or, Last Minute demos, Lo Mejor De The Bee Gees, Spicks & Specks: 26 Songs from the Early Days, The Great Bee Gees, Bee Gees Pop Legends
- Cold Be My Days (Robin Gibb) (1970) megjelent: Sing Slowly Sisters
- Come On Over (Barry és Robin Gibb) (1975) megjelent: Main Course, Here at Last… Bee Gees… Live, Life in a Tin Can, Portrait of The Bee Gees, Bee Gees Greatest Hits
- Come On Over Again (Maurice Gibb, Bridgeford) (1971) megjelent Tin Tin együttes Tin Tin lemezén, 1971
- Come Some Christmas Eve Or Halloween (Barry, Robin és Maurice Gibb) (1968) megjelent: The Studio Albums 1967–1968, Bee Gees Christmas, From The Gibb Files, From The Bee Gees Archives Vol2, Bee Gees Halloween, Bee Gees Unissued, The Bee Gees Greatest Demos, My Favourite Carols
- Come to the Mission (Robin Gibb, Maurice Gibb) (1970) megjelent: 2 Years On 1970 Albumra Szánt Szám. nem jelent meg
- Come Tomorrow (Barry Gibb, Ashley and Stephen Gibb) (2004) megjelent: Barbara Streisand: Guilty Pleasures, , Guilty Pleasures Demos
- Commercial (Barry, Robin és Maurice Gibb) megjelent Spirits Having Flown Demos
- Completely Unoriginal (Barry, Robin és Maurice Gibb) megjelent: The Studio Albums 1967–1968, Bee Gees Unissued
- Concerto with No Name (Barry Gibb) (1964) nem jelent meg
- Conquer the World (Robin Gibb, Maurice Gibb) (1970) nem jelent meg
- Could It Be (Barry Gibb) (1964) megjelent The Bee Gees Sing and Play 14 Barry Gibb Songs, Rare, Precious & Beautiful 2, Brilliant From Birth, Birth of Brilliance, Bee Gees, To Be or Not to Be, Bee Gees Bonanza, Bee Gees Songs and Performances of 1964, Spicks & Specks: 26 Songs from the Early Days, Ultimate Collection, In The Beginning, This Is How We Started, Bee Gees Big Chance, Bee Gees Forever Classic, Bee Gees Bonanza Vol2, Ever Increasing Circles, Claustrophobia, Bee Gees Classic Years, Bee Gees 26 Golden Oldies, The 60s Collection, Original Songs, Best of the Early Years, Follow The Wind, Bee Gees 2CD Box, The Three Kisses Of Love, Bee Gees Collection 25 Songs
- Country Lanes (Barry és Robin Gibb) (1974) megjelent: Main Course
- Country Woman (Maurice Gibb) (1971) megjelent kislemezen a How Can You Mend A Broken Heart B oldalán 1971, Tales from The Brothers Gibb, In the Morning, My World, Kitty Can, Bee Gees Rare Collection, Maurice In The Lead
- Cover You (Barry Gibb, Karl Richardson)(1986) megjelent: Barry Gibb: Hawks (Barry Gibb)
- Cowman, Milk Your Cow (Barry és Robin Gibb)(1967) megjelent: Adam Faith Kislemezén, 1967, válogatáslemez: Scattered Gibbs
- Craise Finton Kirk Royal Academy Of Arts (Barry és Robin Gibb) (1967) megjelent: Bee Gees First, The Studio Albums 1967–1968, Bee Gees Best, Bee Gees Best, To Perfection, The Faboluos Bee Gees, Superstarshine Vol. 4
- Crazy for Your Love (Barry, Robin és Maurice Gibb) (1987) megjelent: E.S.P
- Crime of Passion (Barry, Robin és Maurice Gibb) (1985) megjelent: Diana Ross: Eaten Alive, Eaten Alive Demos
- Cryin' Everyday (Barry, Robin és Maurice Gibb) (1981) megjelent: Living Eyes, The Complete Living Eyes Demos, MTV History
- Crystal Bay (Maurice Gibb, Lauwrie) (1972) megjelent: Steve Hodson kislemezén 1973
- Cucumber Castle (Barry és Robin Gibb) (1967) megjelent: Bee Gees First, Last Minute demos, In Their Own Time, Los Mas Grandes Exitos De Los Ańos '60, The Studio Albums 1967–1968, First Album Demos, Bee Gees 20 Greatest Hits, Bee Gees The Best!, Bee Gees Best, Merchants Of Dream
- Cucumber Castle Theme (Barry Gibb, Maurice Gibb) (1969) megjelent: First Album Demos, Merchants Of Dream

## D
- Danger (Robin Gibb, Maurice Gibb)(1982) megjelent: Robin Gibb: How Old Are You, How Old Are You Demos
- Danny (Maurice Gibb, Lauwrie) (1970) megjelent: The Loner
- Day Time Girl (Barry, Robin és Maurice Gibb) (1967) megjelent: Horizontal, The Studio Albums 1967–1968, The Bee Gees Greats, The Bee Gees
- Dear Mr. Kissinger (Barry, Robin és Maurice Gibb) (1972) megjelent: A Kick In The Head Is Worth Eight In The Pants, A Kick In The Head Is Worth Eight In The Pants (Brothers Gibb), The Bee Gees Greatest Outtakes
- Dearest (Barry és Robin Gibb) (1971) megjelent: Trafalgar
- Decadance (=You Should Be Dancing) (Barry, Robin és Maurice Gibb) (1976) megjelent: Size Isn’t Everything
- Deep in the Dark of Day (Barry, Robin és Maurice Gibb) (1971): nem jelent meg
- Deeply Deeply Me (Barry, Robin és Maurice Gibb) (1966) megjelent: The Studio Albums 1967–1968, From The Bee Gees Archives, In Their Own Time, First Album Demos, Bee Gees Unissued, Merchants Of Dream
- Deja Vu (Barry, Robin és Maurice Gibb) (1999) megjelent: This Is Where I Came In
- Desire (Barry, Robin és Maurice Gibb) (1978) megjelent: Andy Gibb: After Dark, Rarevolution
- Diamonds (Robin Gibb, Maurice Gibb) (1984) megjelent: Robin Gibb: Secret Agent, Secret Agent / Walls Have Eyes
- Did You Ever Receive My Letter, Susan? (Maurice Gibb, Lauwrie) (1970) nem jelent meg
- Didn't We Call It (Falling In Love) (Barry Gibb, Gatlin) (1985) megjelent: Larry Gatlin and The Gatlin Brothers: Smile, 1985
- Dimensions (Barry, Robin és Maurice Gibb) (1990) megjelent: High Civilization, Maurice In The Lead
- Distant Relationship (Robin Gibb, Maurice Gibb) (1970) megjelent: From The Bee Gees Archives
- Distant Strangers (Barry Gibb, Carlos Vega, Steve Farris, Neil Stubenhaus (1986) megjelent: Barry Gibb: Hawks (Barry Gibb)
- Do You Love Her (Barry, Robin és Maurice Gibb) (1985) megjelent: Robin Gibb: Walls Have Eyes, Secret Agent / Walls Have Eyes
- Doctor Mann (Barry Gibb, Ashley Gibb) (2004) Barry Gibb által az Itunes-re feltett demo
- Dogs (Barry és Robin Gibb) 1973 megjelent: Mr Natural
- Don't Blame Me (Maurice Gibb, Lauwrie)(1971) nem jelent meg
- Don't Fall in Love with Me (Barry, Robin és Maurice Gibb) (1981) megjelent: Living Eyes, Rarevolution, The Complete Living Eyes Demos, MTV History
- Don't Forget Me, Ida (Barry Gibb) (1966) megjelent: Johnny Ashcroft kislemezén 1967, From The Bee Gees Archives
- Don't Forget to Remember (Barry Gibb, Maurice Gibb) (1969) megjelent: Cucumber Castle, Best of Bee Gees Vol 2, Tales from The Brothers Gibb, The Very Best of The Bee Gees, The Record, Number Ones, To Perfection, Best of The Bee Gees (francia), A Arte De Bee Gees, Goldene Serie International, Bee Gees Starportrait International, Best of Bee Gees Vol2, Bee Gees (Német), Bee Gees Perfect Series, Bee Gees Story, Le Disque D’or Des Bee Gees, Lo Mejor De Bee Gees Vol. 2, My World, Superstarshine Vol. 4, All Time Greatest Hits, Bee Gees Best, Bee Gees Love Hits, The Faboluos Bee Gees, Bee Gees Tour Souvenir, The Complete Hit-Album, Twenty-two Hits of The Bee Gees, Bee Gees History, Serie Autografo de Exitos, A Popularidade de Bee Gees
- Don't Give Up on Each Other (Barry Gibb, Bitzer) (1985) megjelent: Diana Ross: Eaten Alive, Eaten Alive Demos
- Don't Let It Happen Again (Barry Gibb, Maurice Gibb) (1969) megjelent: Samantha Sang kislemezén
- Don't Make It All Wrong (Barry Gibb) (1970) nem jelent meg
- Don't Say Goodbye (Barry Gibb) (1964) megjelent: The Bee Gees Sing and Play 14 Barry Gibb Songs, Rare, Precious & Beautiful 2, Brilliant From Birth, Bee Gees Bonanza, Bee Gees Songs and Performances of 1964
- Don't Say No (Barry Gibb) (1966) megjelent: Janene Watson kislemezén 1967, Assault the Vaults
- Don't Stop the Night (Robin Gibb, Maurice Gibb) (1982) megjelent: Robin Gibb: How Old Are You, How Old Are You Demos
- Don't Take Away the Magic (Maurice Gibb, Glasel, Green, Perry) (1990) nem jelent meg
- Don't Take My Good Times Away (Barry Gibb) (1970) megjelent: Lost & Found, Bee Gees Unlocked, Master Heartbreaker Demos, Gibb Treasures
- Don't Take My Man Away (Barry Gibb, Maurice Gibb) (1969) nem jelent meg
- Don't Wanna Live Inside Myself (Barry Gibb) (1971) megjelent: Trafalgar, Best of Bee Gees Vol2, King Biscuit Flower Hour, Tales from The Brothers Gibb, Best of Bee Gees, My World
- Don't You Go, I Need Your Love (Maurice Gibb, Kipner) (1966) megjelent: The Mystics kislemezén, Assault the Vaults
- Double Dating (Barry Gibb) (1964) nem jelent meg
- Down Came the Sun (Robin Gibb) (1969) megjelent: Robin Gibb: Robin’s Reign
- Down the Road (Barry és Robin Gibb) 1973 megjelent: Mr Natural, Here at Last… Bee Gees… Live
- Down to Earth (Barry, Robin és Maurice Gibb) (1968) megjelent: Idea. The Studio Albums 1967–1968, Bee Gees Idea (mono)
- Dream Theme (Maurice Gibb) (1975) nem jelent meg
- Dreamin' On (Barry Gibb) (1979) megjelent: Andy Gibb: After Dark

## E
- E. S. P (Barry, Robin és Maurice Gibb) (1986) megjelent: E.S.P, Tales from The Brothers Gibb, E.S.P Demos, Bee Gees Halloween, BBC – Words And Music, Bee Gees and Andy Gibb Demos
- Eaten Alive (Barry Gibb, Maurice Gibb, Michael Jackson) (1985) megjelent: Diana Ross: Eaten Alive, Eaten Alive Demos, Bee Gees Halloween
- Eclipse (Maurice Gibb) (1981) nem jelent meg
- Edge Of The Universe (Barry és Robin Gibb) (1975) megjelent: Main Course, Here at Last… Bee Gees… Live, Tales from The Brothers Gibb, Soundstage '75
- Edison (Barry, Robin és Maurice Gibb) (1968) megjelent: Odessa, Bee Gees Golden Double Album
- Elisa (Barry, Robin és Maurice Gibb) (1972) megjelent: Kislemezen a Wouldnt I Be Someone B oldalán 1973, Tales from The Brothers Gibb, A Kick In The Head Is Worth Eight In The Pants, I’ve Gotta Get A Message To You, Bee Gees Rare Collection, A Arte De Bee Gees, A Popularidade de Bee Gees
- Embrace (Robin Gibb) (1999) megjelent: This Is Where I Came In
- Emotion (Barry és Robin Gibb) (1977) megjelent: Samantha Sang: Emotion 1978, The Record, Love Songs, Lost & Found II, Scattered Gibbs, The Fantastic Bee Gees
- End Of My Song (Barry, Robin és Maurice Gibb) (1968) megjelent: From The Bee Gees Archives
- End Of Time (Barry, Robin és Maurice Gibb) (1998): nem jelent meg
- Engines, Aeroplanes (Robin Gibb) (1969) megjelent: The Bee Gees Greatest Outtakes, Sing Slowly Sisters
- Enter Alexandra (Barry Gibb) (1993) nem jelent meg
- Epitaph (Barry Gibb) (1970) nem jelent meg
- Evening Star (Barry Gibb, Maurice Gibb) (1983) megjelent: Kenny Rogers: Eyes That See In The Dark, Eyes That See In The Dark Demos, Master Eyes That See In The Dark Demos
- Everlasting Love (Robin Gibb, Maurice Gibb, Haggkvist, Lawrence) (1986) megjelent: Carola: Runaway, 1986
- Every Christian Lion Hearted Man Will Show You (Barry, Robin és Maurice Gibb) (1967) megjelent: Bee Gees First, Best of Bee Gees, The Studio Albums 1967–1968, Bee Gees Best (Polydor), Bee Gees Best, Bee Gees Startrack Vol. 13, Best of Bee Gees (tajvani), Best of The Bee Gees (francia), Bee Gees The Best!, Bee Gees 20 Greatest Hits, Merchants Of Dream, Strange Brew
- Every Morning, Every Night (Barry Gibb) (1970) megjelent: From The Bee Gees Archives
- Every Second, Every Minute (Barry Gibb) (1970) megjelent: 2 Years On, A Arte De Bee Gees, A Popularidade de Bee Gees
- Every Time I See You Smile (Barry Gibb, Maurice Gibb) (1969) megjelent: From The Bee Gees Archives
- Everybody Clap (Maurice Gibb, Lauwrie) (1970) megjelent: Lulu Kislemezén 1971, The Loner, Scattered Gibbs
- Everybody Gotta Clap (Maurice Gibb, Billy Lawrie) The Loner
- Everybody's Talkin (Barry Gibb) (1965) megjelent: Michelle Rae kislemezén 1965, Assault the Vaults
- Everything Is How You See Me (Robin Gibb) (1970) megjelent: Sing Slowly Sisters
- Everything That Came From Mother Goose (Maurice Gibb, Petersen) (1968) nem jelent meg
- Evolution (Barry, Robin és Maurice Gibb) (1990) megjelent: High Civilization
- Exit, Stage Right (Barry, Robin és Maurice Gibb) (1996) megjelent: Ronnie Burns kislemezén 1967, Inception / Nostalgia, Brilliant From Birth, Por Siempre Bee Gees, Birth of Brilliance, In The Beginning, Spicks & Specks: 26 Songs from the Early Days, The Great Bee Gees, Bee Gees Pop Legends
- Experience (Barry, Robin, Maurice és Andy Gibb) (1985) megjelent: Diana Ross: Eaten Alive, Eaten Alive Demos
- Eyes (Barry Gibb, Maurice Gibb) (1991) megjelent: The Bunbury Tails (filmzene), The Bee Gees Brothers With Others, Scattered Gibbs
- Eyes That See In The Dark (Barry Gibb, Maurice Gibb) (1982) megjelent: Kenny Rogers: Eyes That See In The Dark, Eyes That See In The Dark Demos, Master Eyes That See In The Dark Demos, The Bee Gees Greatest Demos, Scattered Gibbs

## F
- Face To Face (Barry Gibb, Maurice Gibb, Bitzer) (1983) megjelent: Barry Gibb: Now Voyager, The Fantastic Bee Gees
- Fallen Angel (Barry, Robin és Maurice Gibb) (1991) megjelent: Size Isn’t Everything
- Falling In Love With You (Barry Gibb, Galuten)(1977) megjelent: Andy Gibb: After Dark, 1980
- Fanny (Be Tender With My Love) (Barry, Robin és Maurice Gibb) (1975) megjelent: Main Course, Bee Gees Greatest, Tales from The Brothers Gibb, The Record, MTV History, Bee Gees Love Hits
- Fantasy (Barry, Robin és Maurice Gibb) (1970) nem jelent meg
- Farmer Ferdinand Hudson (Robin Gibb) (1969) megjelent: Robin Gibb: Robin’s Reign
- Fight The Good Fight (No Matter How Long) (Barry, Robin, Maurice Gibb, David English) (1986) megjelent: Instrumental And Other Rarities, The Bee Gees Brothers With Others, Scattered Gibbs, The Bunbury Tails (filmzene), 1988 Summer Olympics Album
- Find Me A Woman (Barry, Robin és Maurice Gibb) (1970) nem jelent meg
- Fine Line (Barry Gibb, Bitzer) (1984) megjelent: Barry Gibb: Now Voyager
- Fire With Fire (Barry, Robin és Maurice Gibb) (1995) nem jelent meg
- First Of May (Barry, Robin és Maurice Gibb) (1968) Odessa, Best of Bee Gees, Melody, Tales from The Brothers Gibb, The Very Best of The Bee Gees, The Record, Love Songs, Bee Gees The Best!, Gibb Treasures, Bee Gees Best Album, Bee Gees Greatest Hits, Bee Gees Tour Souvenir, Bee Gees Perfect, Bee Gees 20 Greatest Hits, Bee Gees Golden Double Album, Bee Gees Story, Twenty-two Hits of The Bee Gees, The Complete Hit-Album, In the Morning, My World, Goldene Serie International, Portrait of The Bee Gees, A Arte De Bee Gees, All Time Greatest Hits, Bee Gees Perfect Series, Bee Gees Startrack Vol. 13, Bee Gees (Amiga), Bee Gees (Német), Bee Gees Christmas, Best of Bee Gees (tajvani), Best of The Bee Gees (francia), Serie Autografo de Exitos, Los Mas Grandes Exitos De Los Ańos '60, Bee Gees Greatest Volume 1 1967-1974, Maurice In The Lead, Strange Brew, Bee Gees Idea (mono), A Popularidade de Bee Gees, Bee Gees Success Story
- Flesh and Blood (Barry, Robin és Maurice Gibb) (1988) megjelent: One, One Demos
- Follow My Love (Maurice Gibb) (1980) nem jelent meg
- Follow The Wind (Barry Gibb) (1965) megjelent: The Bee Gees Sing and Play 14 Barry Gibb Songs, Rare, Precious & Beautiful 2, Brilliant From Birth, To Be or Not to Be, Bee Gees Big Chance, Ultimate Collection, Bee Gees Bonanza, Bee Gees Bonanza Vol2, Tomorrow The World, Bee Gees Forever Classic, Claustrophobia, Bee Gees Classic Years, Bee Gees 26 Golden Oldies, The 60s Collection, Original Songs, Follow The Wind, Bee Gees 1963–1966, Bee Gees 2CD Box, Bee Gees Collection 25 Songs
- Foot Loose and Fancy Free (Maurice Gibb) (1975) nem jelent meg
- For Whom The Bell Tolls (Barry, Robin és Maurice Gibb) (1991) megjelent: Size Isn’t Everything, The Record, Love Songs
- For You (Barry Gibb) (1979) nem jelent meg
- Forever (Barry, Robin és Maurice Gibb) (1966) megjelent: Dave Berry kislemezén 1967, Inception / Nostalgia, Brilliant From Birth
- Forever Today (2005) (Robin Gibb) nem jelent meg
- Forever, Forever (Barry, Robin és Maurice Gibb) (1978) megjelent: Jimmy Ruffin: Sunrise 1980
- Forgive Me (Barry Gibb) (1963) megjelent: Noeleen Batley kislemezén 1964
- Forty Days and Forty Nights (Robin Gibb) (1969) nem jelent meg
- Four Faces West (Barry, Robin és Maurice Gibb) (1968) megjelent: Lori Balmer kislemezén 1968, Earliest Bee Gees With And By Others
- Freedom (Maurice Gibb, Lawrie, Harvey) (1971) megjelent: Billy Lawrie: Ship Imagination 1973

## G
- Garden Of My Home (In The Garden of my Home) (Barry, Robin és Maurice Gibb) (1967) megjelent: Esther and Abi Ofarim kislemezén 1967, Scattered Gibbs, Earliest Bee Gees With And By Others
- Gena's Theme (Barry, Robin és Maurice Gibb) (1968) megjelent: The Studio Albums 1967–1968, Instrumental And Other Rarities, From The Gibb Files, The Bee Gees Greatest Outtakes, Bee Gees Unissued, From The Bee Gees Archives Vol2, Lost & Found II
- Get To Know You Better (Maurice Gibb, Lauwrie) (1971) nem jelent meg
- Getting Back Together (Barry, Robin és Maurice Gibb) (1970) nem jelent meg
- Ghost Train (Barry, Robin és Maurice Gibb) (1990) megjelent: High Civilization, Bee Gees Halloween
- Gilbert Green (Barry, Robin és Maurice Gibb) (1966) megjelent: Gerry Marsden kislemezén 1967, Lost & Found II, Bee Gees Unissued, The Studio Albums 1967–1968, Merchants Of Dream, Strange Brew
- Girl Gang (Barry, Robin, Maurice és Andy Gibb) (1985) nem jelent meg
- Girl With The Diamond Eyes (Barry, Robin, Maurice és Andy Gibb) (1994) nem jelent meg
- Give A Hand Take A Hand (Barry Gibb, Maurice Gibb) (1969) megjelent: Mr Natural, King Biscuit Flower Hour, Inception / Nostalgia, Bee Gees Greatest Volume 1 1967-1974, From The Bee Gees Archives
- Give Me A Glass Of Wine (Maurice Gibb) (1970) megjelent: Lost & Found, Gibb Treasures, A Breed Apart (filmzene), Bee Gees and Andy Gibb Demos
- Give Me A Smile (Robin Gibb) (1969) megjelent: Robin Gibb: Robin’s Reign
- Give Your Best (Barry, Robin és Maurice Gibb) (1968) megjelent: Odessa, Melody (album), From The Gibb Files, Best of Bee Gees (tajvani), Los Mas Grandes Exitos De Los Ańos '60, From The Bee Gees Archives Vol2
- Giving Up The Ghost (Barry, Robin és Maurice Gibb) (1987) megjelent: E.S.P, E.S.P Demos, Bee Gees Halloween, Bee Gees and Andy Gibb Demos
- Glass House (Barry Gibb) (1966) megjelent: Spicks and Specks, Rare, Precious & Beautiful, Brilliant From Birth, Ultimate Collection, Bee Gees Big Chance, Big Chance, This Is How We Started, Bee Gees Bonanza, In The Beginning, To Be or Not to Be, Bee Gees (Time album), Bee Gees Bonanza Vol2, Ever Increasing Circles, Claustrophobia, Bee Gees Classic Years, Bee Gees 26 Golden Oldies, The 60s Collection, Original Songs, Bee Gees 2CD Box, The Three Kisses Of Love, Bee Gees Collection 25 Songs
- Go Tell Cheyenne (Barry Gibb) (1969) nem jelent meg
- God's Good Grace (Barry, Robin és Maurice Gibb) (1971) megjelent: From The Bee Gees Archives
- Going Home (Maurice Gibb) (1971) megjelent: Maurice Gibb: The Loner
- Going Where The Money Goes (Maurice Gibb, Lauwrie) (1970) nem jelent meg
- Golden Dawn (Barry Gibb, Ashley and Stephen Gibb) (2004) megjelent: Barbara Streisand: Guilty Pleasures, Guilty Pleasures Demos
- Gone Gone Gone (Robin Gibb) (1969) megjelent: Robin Gibb: Robin’s Reign
- Gone With The Wind (Robin Gibb, Maurice Gibb) (1985) megjelent: Robin Gibb: Walls Have Eyes, Secret Agent / Walls Have Eyes
- Good Night, Night (Barry Gibb) (1970) nem jelent meg
- Goodbye Blue Sky (Barry Gibb) (1971) nem jelent meg
- Granny's Mister Dog (Barry, Robin és Maurice Gibb) (1967) nem jelent meg
- Grease (Barry Gibb) (1978) megjelent: Frankie Valli: Grease (album), One Night Only, Instrumental And Other Rarities, Scattered Gibbs
- Great Caesar's Ghost (Robin Gibb) (1969), megjelent: Sing Slowly Sisters
- Guilty (Barry, Robin és Maurice Gibb) (1979) megjelent: Barbara Streisand: Guilty, Guilty Demos, Master Guilty Demos, The Complete Guilty Demos, One Night Only, The Record, An Audience With The Bee Gees, Scattered Gibbs

## H
- Had A Lot Of Love Last Night (Barry, Robin és Maurice Gibb) 1973 megjelent: Mr Natural
- Happiness (Barry Gibb) (1970) megjelent: The Kid's No Good
- Happy Ever After (Barry, Robin és Maurice Gibb) (1990) megjelent: High Civilization
- Harry Braff (Barry, Robin és Maurice Gibb) (1967) megjelent: Horizontal, The Studio Albums 1967–1968, Bee Gees Starportrait International, Bee Gees Tour Souvenir
- Harry's Gate (Barry, Robin és Maurice Gibb) (1972) megjelent: A Kick In The Head (Brothers Gibbs Record), A Kick In The Head Is Worth Eight In The Pants
- Haunted House (Barry, Robin és Maurice Gibb) (1992) megjelent: Size Isn’t Everything, Bee Gees Halloween
- He Can't Love You (Robin Gibb, Maurice Gibb) (1982) megjelent: How Old Are You, How Old Are You Demos
- He Gives Us All His Love (Barry, Robin és Maurice Gibb) (1971): nem jelent meg
- Heart (Stop Beating In Time) (Barry, Robin és Maurice Gibb) (1981) megjelent: Leo Sayer lemezén 1982, From The Bee Gees Archives Vol2, Heartbreaker Demos, Scattered Gibbs
- Heart Like Mine (Barry, Robin és Maurice Gibb) (1992) megjelent: Size Isn’t Everything, Love Songs – angol és japán kiadás
- Heartbeat In Exile (Barry, Robin és Maurice Gibb) (1985) megjelent: Robin Gibb: Walls Have Eyes, Secret Agent / Walls Have Eyes
- Heartbreaker (Barry, Robin és Maurice Gibb) (1982) megjelent: Dionne Warwick: Heartbreaker, One Night Only, The Record, Love Songs, Heartbreaker Demos, Master Heartbreaker Demos, Lost & Found, An Audience With The Bee Gees, Scattered Gibbs, The Complete Storytellers
- Hearts Of Fire (Robin Gibb, Maurice Gibb) (1982) megjelent: Robin Gibb: How Old Are You, How Old Are You Demos
- Heat Of The Night (Barry, Robin és Maurice Gibb) (1979): megjelent: Heartbreaker Demos, Master Heartbreaker Demos, The Bee Gees Greatest Outtakes, From The Bee Gees Archives Vol2
- Heaven In My Hands (Robin Gibb) (1968) nem jelent meg
- Heavy Breathing (Barry és Robin Gibb) 1973 megjelent: Mr Natural
- Hell Or High Water (Barry Gibb, Maurice Gibb, A. Gibb) (1987) nem jelent meg
- Hello My Love (Maurice Gibb) (1980) nem jelent meg
- Help Me (Robin Gibb, Blue Weaver) (1980) Robin Gibb és Marcy Levy duettje A Times Square Soundtrack lemezen 1980, Earliest Bee Gees With And By Others, Scattered Gibbs
- Henry VIII (Robin Gibb) (1970) nem jelent meg
- Here I Am (Barry Gibb) (1965) megjelent: Trevor Gordon kislemezén 1965
- Here She Comes (Barry Gibb) (1963) nem jelent meg
- He's A Liar (Barry, Robin és Maurice Gibb) (1981) megjelent: Living Eyes, Tales from The Brothers Gibb, The Bee Gees Unleashed, Bee Gees Greatest, The Complete Hit-Album, The Complete Living Eyes Demos, Bee Gees (Német), Gold and Diamonds, Bee Gees Rare Collection
- He's A Thief (Maurice Gibb, Nat Kipner) (1966) megjelent: Apryl Byron kislemezén 1966, Assault the Vaults
- Hey (Maurice Gibb, Nat Kipner) (1966) megjelent: Bip Adison kislemezén 1966, Assault the Vaults
- Hey Jennie (Barry Gibb) (1964) nem jelent meg
- Hideaway (Barry Gibb, Ashley Gibb) (2004) megjelent: Barbara Streisand: Guilty Pleasures, Guilty Pleasures Demos
- High Civilization (Barry, Robin és Maurice Gibb) (1990) megjelent: High Civilization
- High On A Windy Mountain (Barry Gibb, Maurice Gibb) (1969) nem jelent meg
- Hold Her In Your Hand (Barry Gibb, Maurice Gibb) (1981) megjelent: A Breed Apart, Instrumental And Other Rarities, The Loner, Bee Gees and Andy Gibb Demos
- Hold Me (Barry Gibb, Maurice Gibb) (1983) megjelent: Kenny Rogers: Eyes That See In The Dark, Eyes That See In The Dark Demos, Master Eyes That See In The Dark Demos
- Hold On (To My Love) (Robin Gibb, Blue Weaver) (1978) megjelent: Jimmy Ruffin: Sunrise 1980, Instrumental And Other Rarities, Scattered Gibbs, Staying Alive Demos
- Holiday (Barry és Robin Gibb) (1967) megjelent: Bee Gees First, Best of Bee Gees, Here at Last… Bee Gees… Live, Tales from The Brothers Gibb, The Record, The Studio Albums 1967–1968, Twenty-two Hits of The Bee Gees, The Scope of The Bee Gees, The Complete Hit-Album, The Bee Gees (Supraphon), Portrait of The Bee Gees, My World, Los Mas Grandes Exitos De Los Ańos '60, Le Disque D’or Des Bee Gees, In Their Own Time, In the Morning, Gibb Treasures, First Album Demos, Best of The Bee Gees (francia), Best of Bee Gees (tajvani), Bee Gees Unlocked, Bee Gees Tour Souvenir, Bee Gees The Best!, Bee Gees Story, Bee Gees Startrack Vol. 13, Bee Gees Starportrait International, Bee Gees Perfect Series, Bee Gees Perfect, Bee Gees History, Bee Gees Golden Double Album, Golden Album, Golden Album, Bee Gees Gold Vol. 1, Bee Gees Christmas, Bee Gees Best Album, Bee Gees 20 Greatest Hits, All Time Greatest Hits, A Personal Message From The Bee Gees, Midnight Specials, Merchants Of Dream, Strange Brew, Bee Gees Success Story
- Home Again Rivers (Barry, Robin és Maurice Gibb) (1972) megjelent: A Kick In The Head Is Worth Eight In The Pants, A Kick In The Head (Brothers Gibbs Record)
- Hope (Maurice Gibb, Lauwrie) (1971) nem jelent meg
- Hopscotch Polka (Barry Gibb) (1958) nem jelent meg.
- Horizontal (Barry, Robin és Maurice Gibb) (1967) megjelent: Horizontal, The Studio Albums 1967–1968, Bee Gees Starportrait International, Bee Gees Tour Souvenir, Le Disque D’or Des Bee Gees, The Bee Gees Greats, Goldene Serie International, Bee Gees Best (Polydor), Bee Gees Golden Double Album
- House Of Lords (Barry, Robin és Maurice Gibb) (1966) megjelent: The Monopoly kislemezén 1967, The Studio Albums 1967–1968, Bee Gees Unissued
- House Of Shame (Barry, Robin és Maurice Gibb) (1989) megjelent: One, One Demos, Maurice In The Lead
- House On A Windy Hill (Barry Gibb) (1965) nem jelent meg
- House Without Windows (Barry Gibb) (1964) megjelent: Trevor Gordon and The Bee Gees kislemezén 1964, Assault the Vaults, Bee Gees Songs and Performances of 1964
- How Can You Mend A Broken Heart (Barry és Robin Gibb) (1970) megjelent: Trafalgar, Best of Bee Gees Vol 2, Here at Last… Bee Gees… Live, Tales from The Brothers Gibb, One Night Only, The Record, Number Ones, Love Songs, Best of Bee Gees Vol2, My World, In the Morning, Bee Gees Love Hits, In The Studio, Taratata, The Bee Gees Brothers With Others, Bee Gees (Német), King Biscuit Flower Hour, 16 Greatest Hits, A Arte De Bee Gees, Bee Gees Perfect Series, All Time Greatest Hits, Bee Gees Best Album, Bee Gees Gold Vol. 1, Goldene Serie International, Superstarshine Vol. 4, The Complete Hit-Album, Bee Gees Perfect, Twenty-two Hits of The Bee Gees, Bee Gees History, Bee Gees Greatest Volume 1 1967-1974, Best of Bee Gees (tajvani), BBC – Words And Music, An Audience With The Bee Gees, Bee Gees on Howard Stern, The Faboluos Bee Gees, The Scope of The Bee Gees, Midnight Specials, The Complete Storytellers, Soundstage '75, A Popularidade de Bee Gees, Bee Gees Success Story
- How Deep Is Your Love (Barry, Robin és Maurice Gibb) (1977) megjelent: Saturday Night Fever (album), Bee Gees Greatest, Tales from The Brothers Gibb, The Very Best of The Bee Gees, One Night Only, The Record, Number Ones, Love Songs, Bee Gees Love Hits, 16 Greatest Hits, Gold and Diamonds, Años dorados 1975-1980, Spirits Having Flown Demos, Bee Gees Greatest Programa Especial Para Radio, Bee Gees Story, The Complete Hit-Album, Bee Gees Best Album, MTV History, An Audience With The Bee Gees, Twenty-two Hits of The Bee Gees, Bee Gees (Német), Bee Gees History, The Bee Gees Brothers With Others, BBC – Words And Music, The Complete Storytellers, The Fantastic Bee Gees, Staying Alive Demos, Bee Gees Success Story
- How Love Was True (Barry Gibb) (1965) megjelent: The Bee Gees Sing and Play 14 Barry Gibb Songs, Rare, Precious & Beautiful 3, Brilliant From Birth, Birth of Brilliance, Bee Gees (Time album), To Be or Not to Be, Spicks & Specks: 26 Songs from the Early Days, Ultimate Collection, Bee Gees Big Chance, In The Beginning, Ever Increasing Circles, Bee Gees 26 Golden Oldies, The 60s Collection, Original Songs, Best of the Early Years, Bee Gees 1963–1966, Bee Gees 2CD Box, The Three Kisses Of Love, Bee Gees Collection 25 Songs
- How Many Birds (Barry Gibb) (1966) megjelent: Spicks and Specks, Rare, Precious & Beautiful, Brilliant From Birth, Birth of Brilliance, Bee Gees (Time album), To Be or Not to Be, Bee Gees Big Chance, Big Chance, Spicks & Specks: 26 Songs from the Early Days, Ultimate Collection, This Is How We Started, Bee Gees Bonanza, In The Beginning, Ever Increasing Circles, Bee Gees Bonanza Vol2, Claustrophobia, Bee Gees Classic Years, Bee Gees 26 Golden Oldies, The Great Bee Gees, The 60s Collection, Bee Gees Pop Legends, Bee Gees 1963–1966, Bee Gees 2CD Box, The Three Kisses Of Love, Bee Gees Collection 25 Songs
- How Many Sleeps (Barry Gibb, David English) (2002) megjelent: Cliff Richard kislemezén 2004
- How Old Are You (Robin Gibb, Maurice Gibb) (1982) megjelent: Robin Gibb: How Old Are You, How Old Are You Demos
- How To Tall In Love Pt. 1 (Barry, Robin és Maurice Gibb) (1991) megjelent: Size Isn’t Everything
- Hudson's Fallen Wind (Robin Gibb) (1970) megjelent: Angel Of Mercy – Buried Gibb Treasures
- Human Being (Barry, Robin és Maurice Gibb) (1982) megjelent: The Bee Gees Unleashed, The Bee Gees Greatest Demos, How Old Are You Demos
- Human Sacrifice (Barry, Robin és Maurice Gibb) (1990) megjelent: High Civilization

## I
- I Always Keep My Promises (Barry, Robin és Maurice Gibb) (1997) nem jelent meg
- I Am The World (Robin Gibb) (1966) megjelent: Turn Around, Look at Us, Rare, Precious & Beautiful 3, Brilliant From Birth, Bee Gees (Time album), Birth of Brilliance, To Be or Not to Be, Ultimate Collection, Bee Gees Big Chance, Big Chance, In The Beginning, Spicks & Specks: 26 Songs from the Early Days, I’ve Gotta Get A Message To You, Lo Mejor De Bee Gees Vol. 2, This Is How We Started, Bee Gees Bonanza Vol2, Tomorrow The World, Claustrophobia, Bee Gees Classic Years, Bee Gees 26 Golden Oldies, The Great Bee Gees, The Great Bee Gees, The 60s Collection, Original Songs, Best of the Early Years, Follow The Wind, Bee Gees Pop Legends, Bee Gees 1963–1966, Bee Gees 2CD Box, The Three Kisses Of Love, Bee Gees Collection 25 Songs
- I Am Your Driver (Barry Gibb, Maurice Gibb, Bitzer) (1984) megjelent: Barry Gibb: Now Voyager
- I Believe In Miracles (Robin Gibb, Maurice Gibb) (1982) megjelent: Robin Gibb: How Old Are You, How Old Are You Demos
- I Can Bring Love (Barry Gibb) (1971) megjelent: To Whom it May Concern, Portrait of The Bee Gees, The Kid's No Good
- I Can Laugh (Robin Gibb, Maurice Gibb) (1970) nem jelent meg
- I Can Lift A Mountain (Barry, Robin és Maurice Gibb) (1967) megjelent: The Bee Gees Unleashed
- I Cannot Give You My Love (Barry Gibb, Ashley Gibb) (2001) megjelent: Cliff Richard: Somethin Goin On 2004
- I Can't Help It (Barry Gibb) (1979) megjelent: Andy Gibb: After Dark 1980
- I Can't Let You Go (Barry, Robin és Maurice Gibb) (1973) megjelent: Mr Natural
- I Can't See Anything But You (Barry Gibb, Maurice Gibb, Albhy Galuten) (1982) megjelent: Dionne Warwick: Heartbreaker 1982, Heartbreaker Demos, Master Heartbreaker Demos
- I Can't See Nobody (Barry és Robin Gibb) (1967) megjelent: Bee Gees First, Best of Bee Gees, Tales from The Brothers Gibb, One Night Only, The Studio Albums 1967–1968, Bee Gees Greatest Hits, Best of Bee Gees (tajvani), Best of The Bee Gees (francia), Le Disque D’or Des Bee Gees, To Perfection, Bee Gees Best, Los Mas Grandes Exitos De Los Ańos '60, MTV History, In Their Own Time, Bee Gees (Amiga), Bee Gees Gold Vol. 1, Bee Gees Startrack Vol. 13, Bee Gees 20 Greatest Hits, Bee Gees The Best!, All Time Greatest Hits, Bee Gees Golden Double Album, Midnight Specials, Soundstage '75, Merchants Of Dream, Strange Brew, Bee Gees Success Story
- I Close My Eyes (Barry, Robin és Maurice Gibb) (1967) megjelent: Bee Gees First, The Studio Albums 1967–1968, Last Minute demos, Bee Gees The Best!, First Album Demos, In Their Own Time, Bee Gees 20 Greatest Hits, Bee Gees Best (Polydor), Bee Gees Golden Double Album, Merchants Of Dream
- I Could Not Love You More (Barry, Robin és Maurice Gibb) (1995) megjelent: Still Waters, Love Songs, The Complete Storytellers
- I Don't Know Why I Bother With Myself (Robin Gibb) (1966) megjelent: Spicks and Specks, Rare, Precious & Beautiful, Brilliant From Birth, In The Beginning, Tomorrow The World, Bee Gees Bonanza, Bee Gees Bonanza Vol2, Ultimate Collection, To Be or Not to Be, Bee Gees Big Chance, Bee Gees 26 Golden Oldies, The 60s Collection, Original Songs, Follow The Wind, Bee Gees 2CD Box, Bee Gees Collection 25 Songs
- I Don't Think It's Funny (Barry Gibb) (1965) megjelent: The Bee Gees Sing and Play 14 Barry Gibb Songs, Rare, Precious & Beautiful 3, Brilliant From Birth, Birth of Brilliance, Bee Gees (Time album), To Be or Not to Be, Bee Gees Big Chance, Ultimate Collection, Spicks & Specks: 26 Songs from the Early Days, Bee Gees Forever Classic, This Is How We Started, Ever Increasing Circles, In The Beginning, Bee Gees 26 Golden Oldies, The 60s Collection, Best of the Early Years, Follow The Wind, Bee Gees 1963–1966, Bee Gees 2CD Box, The Three Kisses Of Love, Bee Gees Collection 25 Songs
- I Don't Wanna Be The One (Barry Gibb) (1972) megjelent: Life in a Tin Can
- I Fell Down (Maurice Gibb, Lauwrie) (1970) nem jelent meg
- I Haven't Got You (Barry Gibb) (1964) nem jelent meg
- I Held A Party (Barry, Robin és Maurice Gibb) (1972) megjelent: To Whom it May Concern, Bee Gees Halloween
- I Just Don't Like To Be Alone (Barry Gibb) (1964) megjelent: Bryan Davies Kislemezén 1964, Assault the Vaults
- I Just Want To Be Your Everything (Barry Gibb) (1977) megjelent: , Bee Gees Success Story, Andy Gibb: Flowing Rivers
- I Just Want To Take Care Of You (Barry Gibb) (1970) megjelent: Bee Gees Unlocked, The Kid's No Good
- I Laugh In Your Face (Barry, Robin és Maurice Gibb) (1968) megjelent: Odessa, Bee Gees (Német)
- I Lay Down and Die (Barry Gibb, Maurice Gibb) (1969) megjelent: Cucumber Castle, The Bee Gees Unleashed, Lost & Found, From The Bee Gees Archives Vol2, Gibb Treasures, Bee Gees Success Story
- I Love (Barry Gibb) (1964) nem jelent meg
- I Love You Too Much (Barry, Robin és Maurice Gibb) (1982) megjelent: Staying Alive, Instrumental And Other Rarities, Bee Gees Greatest Hits
- I Should Have Stayed In Bed (Barry Gibb) (1965) megjelent: Bryan Davies kislemezén 1965, Assault the Vaults
- I Started A Joke (Barry, Robin és Maurice Gibb) (1968) megjelent: Idea (album), Best of Bee Gees, Tales from The Brothers Gibb, Bee Gees Story, One Night Only, The Record, Number Ones, The Studio Albums 1967–1968, Bee Gees Perfect, Bee Gees Golden Double Album, Bee Gees 20 Greatest Hits, A Arte De Bee Gees, All Time Greatest Hits, Twenty-two Hits of The Bee Gees, The Scope of The Bee Gees, Bee Gees The Best!, Bee Gees Greatest Hits, Goldene Serie International, Le Disque D’or Des Bee Gees, Bee Gees (Német), The Complete Hit-Album, The Bee Gees Greats, Los Mas Grandes Exitos De Los Ańos '60, In the Morning, Bee Gees Tour Souvenir, Bee Gees Startrack Vol. 13, Bee Gees Perfect Series, Bee Gees Love Hits, Midnight Specials, An Audience With The Bee Gees, Bee Gees Gold Vol. 1, Bee Gees Greatest Volume 1 1967-1974, My World, Bee Gees Starportrait International, Portrait of The Bee Gees, Taratata, Best of Bee Gees (tajvani), Best of The Bee Gees (francia), Serie Autografo de Exitos, 16 Greatest Hits, Bee Gees Best Album, The Complete Storytellers, , The Fantastic Bee Gees, Strange Brew, Bee Gees Idea (mono), A Popularidade de Bee Gees, Bee Gees Success Story
- I Still Love You (Barry, Robin és Maurice Gibb) (1981) megjelent: Living Eyes, MTV History, The Complete Living Eyes Demos, Bee Gees Love Hits, In The Studio
- I Surrender (Barry, Robin és Maurice Gibb) (1995) megjelent: Still Waters
- I Think I'm Losing You (Barry, Robin és Maurice Gibb) (1976): nem jelent meg
- I Wanna Go Home With You (Barry Gibb, Maurice Gibb) (1983): nem jelent meg
- I Wanna Tell The World (Barry Gibb) (1965) megjelent: Michelle Rae kislemezén 1965, Assault the Vaults
- I Want Home (Barry Gibb) (1966) megjelent: Turn Around, Look at Us, Rare, Precious & Beautiful 3, Brilliant From Birth, Birth of Brilliance, To Be or Not to Be, Bee Gees Big Chance, Big Chance, Bee Gees Forever Classic, Tomorrow The World, Spicks & Specks: 26 Songs from the Early Days, Ultimate Collection, In The Beginning, Bee Gees 26 Golden Oldies, The Great Bee Gees, The 60s Collection, Original Songs, Follow The Wind, Bee Gees Pop Legends, Bee Gees 2CD Box, Bee Gees Collection 25 Songs
- I Want To Take Care Of You (Barry Gibb) (1970) nem jelent meg
- I Want You Back (2005) (Gary Barlow, Robin Gibb) nem jelent meg
- I Was A Lover A Leader Of Men (Barry Gibb) (1965) megjelent: The Bee Gees Sing and Play 14 Barry Gibb Songs, Turn Around, Look at Us, Rare, Precious & Beautiful 2, Rare, Precious & Beautiful 3, Brilliant From Birth, To Be or Not to Be, Tomorrow The World, Bee Gees Big Chance, Big Chance, Bee Gees (Time album), Birth of Brilliance, Bee Gees Bonanza, Spicks & Specks: 26 Songs from the Early Days, Ultimate Collection, Bee Gees Bonanza Vol2, In The Beginning, Bee Gees 26 Golden Oldies, The Great Bee Gees, The 60s Collection, Original Songs, Best of the Early Years, Follow The Wind, Bee Gees Pop Legends, Bee Gees 1963–1966, Bee Gees 2CD Box, The Three Kisses Of Love
- I Was The Child (Barry Gibb, Maurice Gibb) (1969) megjelent: Cucumber Castle
- I Was Your Used To Be (Robin Gibb) (1969) nem jelent meg
- I Will (Barry, Robin és Maurice Gibb) (1995) megjelent: Still Waters
- I Will Always Love You (Barry Gibb, Maurice Gibb) (1983) megjelent: Kenny Rogers: Eyes That See In The Dark, Eyes That See In The Dark Demos, Master Eyes That See In The Dark Demos
- I Will Love You (Barry Gibb) (1964) megjelent: Tony Brady kislemezén 1964
- I Wonder If You Wonder (Robin Gibb, Maurice Gibb) (1970) nem jelent meg
- I. O. I. O. (Barry Gibb, Maurice Gibb) (1968) megjelent: Cucumber Castle, Best of Bee Gees Vol 2, Tales from The Brothers Gibb, My World, Bee Gees Greatest Volume 1 1967-1974, Best of Bee Gees Vol. 2, Bee Gees Best, Bee Gees Perfect Series, Best of Bee Gees Vol2, Best of Bee Gees (tajvani), Best of The Bee Gees (francia), Gold and Diamonds, To Perfection, Serie Autografo de Exitos, A Arte De Bee Gees, Bee Gees Greatest Hits, Bee Gees (Amiga), Bee Gees (Német), Le Disque D’or Des Bee Gees, Lo Mejor De Bee Gees Vol. 2, Bee Gees 20 Greatest Hits, Bee Gees The Best!, The Complete Hit-Album, A Popularidade de Bee Gees, Bee Gees Success Story
- I’ll Be There (Barry, Robin és Maurice Gibb) (1999) megjelent: Tina Turner: Twenty For Seven 1999, Scattered Gibbs
- I'd Like To Leave If I May (Barry Gibb) (1963) megjelent: Lonnie Lee and The Leemen kislemezén 1965, Assault the Vaults
- Idea (Barry, Robin és Maurice Gibb) (1968) megjelent: Idea (album), , Bee Gees Idea (mono), The Studio Albums 1967–1968, Bee Gees Starportrait International, Serie Autografo de Exitos, Bee Gees Greatest Volume 1 1967-1974, Bee Gees Tour Souvenir, Le Disque D’or Des Bee Gees, Lo Mejor De Bee Gees Vol. 2, The Bee Gees Greats, Bee Gees Golden Double Album
- If I Can't Have You (Barry, Robin és Maurice Gibb) (1977) megjelent: Saturday Night Fever (album), Bee Gees Greatest, Tales from The Brothers Gibb, The Record, MTV History, Bee Gees Rare Collection, Años dorados 1975-1980, Bee Gees Greatest Programa Especial Para Radio, Rarevolution
- If I Were The Sky (Barry és Robin Gibb) (1971) megjelent: From The Bee Gees Archives, The Bee Gees Unleashed, The Bee Gees Greatest Outtakes
- If Only (You Were Mine) (2004) (Barry Gibb) nem jelent meg
- If Only I Had My Mind On Something Else (Barry Gibb, Maurice Gibb) (1969) megjelent: Cucumber Castle, Tales from The Brothers Gibb
- I'll Be There (Barry Gibb) (1964) nem jelent meg
- I'll Herd My Sheep (Robin Gibb) (1969) nem jelent meg
- I'll Kiss Your Memory (Barry Gibb) (1970) megjelent: The Kid's No Good, Tales from The Brothers Gibb, Bee Gees Best, To Perfection, Bee Gees (Német), Best of The Bee Gees (francia), Lo Mejor De Bee Gees Vol. 2, I’ve Gotta Get A Message To You, Best of Bee Gees Vol. 2, Kitty Can, Bee Gees Rare Collection
- I'll Know What To Do (Barry, Robin és Maurice Gibb) (1966) megjelent: Brilliant From Birth, Inception / Nostalgia, Por Siempre Bee Gees
- Illusions (Barry, Robin, Maurice Gibb, Bitzer) (1984) nem jelent meg
- I'm Learning (Robin Gibb) (1970) nem jelent meg
- I'm Not Wearing Make-Up (Barry Gibb, Maurice Gibb, A. Gibb) (1987) megjelent: Beri Rhoades: Melody Fair 1994, Scattered Gibbs
- I'm Only Me (Barry és Robin Gibb) (1971): nem jelent meg
- I'm Satisfied (Barry, Robin és Maurice Gibb) (1978) megjelent: Spirits Having Flown, Spirits Having Flown Demos, MTV History
- I'm Watching You (Barry, Robin és Maurice Gibb) (1985) megjelent: Diana Ross: Eaten Alive, Eaten Alive Demos
- I'm Weeping (Robin Gibb) (1970) megjelent: 2 Years On
- I'm Your Driver (Barry Gibb, Maurice Gibb, Bitzer) (1984) megjelent: Barry Gibb: Now Voyager
- Image Of Samantha (Maurice Gibb) (1981) nem jelent meg
- Immortality (Barry, Robin és Maurice Gibb) (1996) megjelent: Celine Dion: Lets Talk About Love 1997, One Night Only, The Record, An Audience With The Bee Gees, Scattered Gibbs
- In and Out Of Love (Robin Gibb, Maurice Gibb) (1982) megjelent: Robin Gibb: How Old Are You, How Old Are You Demos
- In My Own Time (Barry és Robin Gibb) (1967) megjelent: Bee Gees First, The Studio Albums 1967–1968, First Album Demos, In Their Own Time, Bee Gees Best (Polydor), Merchants Of Dream, Strange Brew
- In Roads (Maurice Gibb) (1981) nem jelent meg
- In Search Of Love (Barry Gibb, Richard Powers) (1986) Barry Gibb: Hawks (Barry Gibb)
- In The Beginning (Maurice Gibb) (1980) nem jelent meg
- In The Heat Of The Night (Barry, Robin és Maurice Gibb) (1978) Spirits Having Flown Demos
- In The Middle Of A Dream (Barry Gibb) (1964) nem jelent meg
- In The Middle Of The Grass (Barry, Robin és Maurice Gibb) (1968) nem jelent meg
- In The Morning (=Morning Of My Life) (Barry Gibb) (1965) megjelent: Ronnie Burns kislemezén 1967, Inception / Nostalgia, Melody (album), Best of Bee Gees Vol 2, Tales from The Brothers Gibb, Brilliant From Birth, Ultimate Collection, Twenty-two Hits of The Bee Gees, To Perfection, The Scope of The Bee Gees, The Faboluos Bee Gees, Superstarshine Vol. 4, Spicks & Specks: 26 Songs from the Early Days, My World, Lo Mejor De The Bee Gees, Lo Mejor De Bee Gees Vol. 2, In the Morning, In The Beginning, Gold and Diamonds, Birth of Brilliance, Best of Bee Gees Vol2, Best of Bee Gees (tajvani), Bee Gees Perfect Series, Bee Gees Perfect, Bee Gees History, Bee Gees Greatest Volume 1 1967-1974, Bee Gees Disque D’or, Bee Gees Best Album, Bee Gees Best, Bee Gees (Német), Bee Gees Forever Classic, Merchants Of Dream, Strange Brew, The Great Bee Gees, The 60s Collection, Bee Gees Pop Legends, Bee Gees 2CD Box
- In The Summer Of His Years (Barry, Robin és Maurice Gibb) (1968) megjelent: Idea (album), The Studio Albums 1967–1968, Bee Gees Idea (mono)
- In Your Diary (Barry, Robin és Maurice Gibb) (1984) megjelent: Robin Gibb: Secret Agent, Secret Agent / Walls Have Eyes
- In Your World (Barry Gibb) (1966) megjelent: Lori Balmer kislemezén 1966
- Indian Gin and Whisky Dry (Barry, Robin és Maurice Gibb) (1968) megjelent: Idea (album), The Studio Albums 1967–1968, Bee Gees Starportrait International, Bee Gees Golden Double Album, Bee Gees Tour Souvenir, Lo Mejor De Bee Gees Vol. 2, The Bee Gees Greats, Bee Gees Idea (mono)
- Indian Summer (Barry Gibb, Gatlin) (1985) megjelent: Larry Gatlin and The Gatling Brothers: Smile 1985, Scattered Gibbs
- Inseparable (Robin Gibb, Deconzo Smith) (2002) megjelent: Robin Gibb: Magnet
- Insight (Maurice Gibb, Lauwrie) (1970) megjelent: The Loner
- Irons In The Fire (Robin Gibb) (1970) megjelent: Sing Slowly Sisters
- Irresistible Force (Barry, Robin és Maurice Gibb) (1995) megjelent: Still Waters
- Irresponsible, Unreliable, Indispensable Blues (Barry Gibb, Maurice Gibb) (1971) megjelent: From The Bee Gees Archives, The Bee Gees Greatest Outtakes, The Bee Gees Unleashed
- Islands In The Stream (Barry, Robin és Maurice Gibb) (1983) megjelent: Kenny Rogers: Eyes That See In The Dark, Master Eyes That See In The Dark Demos, One Night Only, The Record, Love Songs, Eyes That See In The Dark Demos, Heartbreaker Demos, An Audience With The Bee Gees, Scattered Gibbs, The Complete Storytellers
- Israel (Barry Gibb) (1971) megjelent: Trafalgar, Bee Gees Greatest Volume 1 1967-1974, My World, Portrait of The Bee Gees, Superstarshine Vol. 4, The Faboluos Bee Gees, A Arte De Bee Gees, A Popularidade de Bee Gees
- It Doesn't Matter Much To Me (Barry, Robin és Maurice Gibb) (1972) megjelent: Tales from The Brothers Gibb, A Kick In The Head Is Worth Eight In The Pants, I’ve Gotta Get A Message To You, Bee Gees Greatest Volume 1 1967-1974, Bee Gees Rare Collection
- It Makes No Difference (Barry Gibb, Galuten) (1982) megjelent: Dionne Warwick: Heartbreaker, Heartbreaker Demos, Master Heartbreaker Demos
- It Takes A Man (Maurice Gibb, Lauwrie) (1970) nem jelent meg
- It's A Surfing World (Barry Gibb, Brady) (1964) megjelent: Tony Brady kislemezén 1964
- It's All Wrong (Barry, Robin és Maurice Gibb) (1972) nem jelent meg
- It's Just The Way (Maurice Gibb) (1971) megjelent: Trafalgar (Bee Gees nagylemez), Instrumental And Other Rarities, Maurice In The Lead
- It's My Neighbourhood (Barry, Robin és Maurice Gibb) (1985) megjelent: One, One Demos
- It's No Use Crying Any More (Robin Gibb) (1969) nem jelent meg
- It's Over (Barry Gibb) (1970) nem jelent meg
- It's Up To You (Barry Gibb, Ashley Gibb) (2004) megjelent: Barbara Streisand: Guilty Pleasures, Guilty Pleasures Demos
- I've Been Hurt (Robin Gibb) (1970) megjelent: Sing Slowly Sisters
- I've Been Waiting (Robin Gibb, Maurice Gibb) (1970) nem jelent meg
- I've Come Back (Maurice Gibb, Lauwrie) (1969) megjelent: The Loner, Kitty Can, Bee Gees Idea (mono)
- I've Decided To Join The Air Force (Barry, Robin és Maurice Gibb) (1968) megjelent: Idea (album), Bee Gees Starportrait International, Bee Gees Idea (mono)
- I've Got To Learn (Barry, Robin és Maurice Gibb) (1967): megjelent: Bee Gees Unissued, The Studio Albums 1967–1968
- I've Gotta Get A Message To You (Barry, Robin és Maurice Gibb) (1968) megjelent: Idea (album) -amerikai kiadás, Best of Bee Gees, Here at Last… Bee Gees… Live, Tales from The Brothers Gibb, The Very Best of The Bee Gees, Bee Gees Story, The Record, Number Ones, The Studio Albums 1967–1968, Please Welcome Bee Gees Live on TV, BBC – Words And Music, All Time Greatest Hits, Bee Gees 20 Greatest Hits, Bee Gees Perfect, Bee Gees Golden Double Album, Twenty-two Hits of The Bee Gees, The Complete Hit-Album, Bee Gees The Best!, Bee Gees Startrack Vol. 13, Bee Gees Perfect Series, Bee Gees (Német), Bee Gees (Amiga), Bee Gees Tour Souvenir, Goldene Serie International, Taratata, Bee Gees Gold Vol. 1, In The Studio, Please Welcome Bee Gees Live on TV, Midnight Specials, Bee Gees on Howard Stern, Bee Gees Best Album, Los Mas Grandes Exitos De Los Ańos '60, Best of Bee Gees (tajvani), Best of The Bee Gees (francia), Gold and Diamonds, Bee Gees Starportrait International, Portrait of The Bee Gees, Bee Gees History, Bee Gees Greatest Volume 1 1967-1974, I’ve Gotta Get A Message To You, A Arte De Bee Gees, The Complete Storytellers, Soundstage '75, Bee Gees Idea (mono), A Popularidade de Bee Gees, Bee Gees Success Story

## J
- Jam (Robin Gibb, Maurice Gibb) (1970) nem jelent meg
- Janice (Robin Gibb) (1969) megjelent: Sing Slowly Sisters
- Jealousy (Robin Gibb, Blue Weaver) (1979) megjelent: Jimmy Ruffin: Sunrise 1980
- Jesus In Heaven (Barry Gibb) (1972) megjelent: A Kick In The Head Is Worth Eight In The Pants, A Kick In The Head (Brothers Gibbs Record)
- Jim's Theme (Maurice Gibb) (1984) megjelent: A Breed Apart (filmzene)
- Jingle Jangle (Barry Gibb) (1966) megjelent: Spicks and Specks, Rare, Precious & Beautiful, Brilliant From Birth, Bee Gees Christmas, Bee Gees Bonanza
- Jive Talkin' (Barry, Robin és Maurice Gibb) (1975) megjelent: Main Course, Here at Last… Bee Gees… Live, Saturday Night Fever (album), Bee Gees Greatest, Tales from The Brothers Gibb, The Very Best of The Bee Gees, Bee Gees Story, One Night Only, The Record, Number Ones, Taratata, Bee Gees History, MTV History, BBC – Words And Music, Please Welcome Bee Gees Live on TV, 16 Greatest Hits, The Complete Hit-Album, Twenty-two Hits of The Bee Gees, Bee Gees (Német), Bee Gees Greatest Programa Especial Para Radio, Midnight Specials, Bee Gees 20 Greatest Hits, In The Studio, Bee Gees (Amiga), Bee Gees The Best!, An Audience With The Bee Gees, Bee Gees Best Album, Instrumental And Other Rarities, The Bee Gees Brothers With Others, The Complete Storytellers, Soundstage '75, Bee Gees Success Story
- Journey To The Misty Mountains (Maurice Gibb) (1970) megjelent: The Loner
- Julia (Barry Gibb, Maurice Gibb) (1969): nem jelent meg
- Juliet (Robin Gibb, Maurice Gibb) (1982) megjelent: How Old Are You, Tales from The Brothers Gibb, Love Songs, How Old Are You Demos
- Jumbo (Barry, Robin és Maurice Gibb) (1968) megjelent: Tales from The Brothers Gibb, The Studio Albums 1967–1968, Golden Album, Kitty Can, The Complete Hit-Album, Bee Gees Perfect Series, I’ve Gotta Get A Message To You, The Bee Gees (Supraphon), Bee Gees Golden Double Album, From The Bee Gees Archives, Instrumental And Other Rarities, Bee Gees Rare Collection, Merchants Of Dream
- Just Another Night (Barry Gibb) (1970) nem jelent meg
- Just In Case (Barry, Robin és Maurice Gibb) (1997) megjelent: The Complete Storytellers
- Just One More Night (Barry Gibb, Galuten) (1982) megjelent: Dionne Warwick: Heartbreaker, Heartbreaker Demos, Master Heartbreaker Demos

## K
- Kangoory Dance (Barry, Robin és Murice Gibb) megjelent: Lost & Found
- Kathy's Gone (Robin Gibb, Maurice Gibb) (1982) megjelent: How Old Are You, , How Old Are You Demos
- Kilburn Towers (Barry, Robin és Maurice Gibb) (1968) megjelent: Idea, The Studio Albums 1967–1968, Bee Gees Golden Double Album, Bee Gees Idea (mono)
- King and Country (Barry Gibb) (1972) megjelent: Tales from The Brothers Gibb, Bee Gees Rare Collection, Bee Gees Greatest Volume 1 1967-1974, A Kick In The Head Is Worth Eight In The Pants
- King Kathy (Barry Gibb) (1971) megjelent: The Kid's No Good
- King Of Fools (Robin Gibb, Maurice Gibb) (1984) megjelent: Secret Agent, Secret Agent / Walls Have Eyes
- Kiss Of Life (Barry, Robin és Maurice Gibb) (1991) megjelent: Size Isn’t Everything
- Kitty Can (Barry, Robin és Maurice Gibb) (1968) megjelent: Idea, The Studio Albums 1967–1968, Goldene Serie International, Bee Gees Tour Souvenir, Kitty Can, Los Mas Grandes Exitos De Los Ańos '60, Superstarshine Vol. 4, The Faboluos Bee Gees, To Perfection, Bee Gees Golden Double Album, Bee Gees Idea (mono)

## L
- Lady (Barry Gibb) (1966) megjelent: Johnny Young kislemezén (1967)
- Lamplight (Barry, Robin és Maurice Gibb) (1968) megjelent: Odessa, The Bee Gees Unleashed, Bee Gees Starportrait International, Lo Mejor De Bee Gees Vol. 2, Bee Gees (Német), Bee Gees Golden Double Album, Serie Autografo de Exitos, Goldene Serie International, Best of Bee Gees Vol. 2, Bee Gees Tour Souvenir, The Bee Gees Greatest Demos, Massachusetts (album), Best of The Bee Gees (francia)
- Last Affair Of The Heart (Maurice Gibb, Rice) (1980) nem jelent meg
- Laughing Child (Maurice Gibb, Lauwrie) (1969) megjelent: The Loner, The Bee Gees Greatest Demos
- Lay Down and Sleep (Barry Gibb) (1972) nem jelent meg
- Lay It On Me (Maurice Gibb) (1970) megjelent: 2 Years On, Bee Gees Greatest Volume 1 1967-1974, Maurice In The Lead
- Leave The Loving To The Boy (Barry Gibb) (1964) nem jelent meg
- Lemons Never Forget (Barry, Robin és Maurice Gibb) (1967) megjelent: Horizontal, The Studio Albums 1967–1968, Bee Gees Golden Double Album
- Lesson In Love (Barry Gibb, Maurice Gibb, Bitzer)(1984) megjelent: Barry Gibb: Now Voyager 1984
- Let It Ride (Barry Gibb, Vince Melouney) (1976) nem jelent meg
- Let Me Love You (Barry Gibb) (1959) megjelent: Tommy Steele kislemezén 1965, The Bee Gees Unleashed, Lost & Found
- Let Me Wake Up In Your Arms (Barry, Robin és Maurice Gibb) (1991) megjelent: Lulu: Independence 1992, Scattered Gibbs
- Let There Be Love (Barry, Robin és Maurice Gibb) (1968) megjelent: Idea (album), Best of Bee Gees Vol 2, The Studio Albums 1967–1968, Best of The Bee Gees (francia), Best of Bee Gees (tajvani), Best of Bee Gees Vol. 2, Los Mas Grandes Exitos De Los Ańos '60, King Biscuit Flower Hour, Bee Gees Idea (mono)
- Let Your Heart Out (Barry, Robin és Maurice Gibb) (1968) megjelent: Lost & Found, From The Gibb Files, The Bee Gees Greatest Demos, From The Bee Gees Archives Vol2
- Let's Stomp, Australia Way (Barry Gibb, Johnny Devlin) (1964) megjelent: Earliest Bee Gees With And By Others
- Let's Stomp, Australia Way (Barry Gibb, Johnny Devlin) (1964) megjelent: Tony Brady kislemezén 1964
- Letting Go (Barry Gibb, George Bitzer) (1986) megjelent: Barry Gibb: Hawks (Barry Gibb), Tales from The Brothers Gibb, Rarevolution, Guilty Pleasures Demos
- Life (Robin Gibb) (1970) megjelent: Sing Slowly Sisters
- Life Goes On (Barry, Robin és Maurice Gibb)(1982) megjelent: Staying Alive, Rarevolution, Staying Alive Demos
- Life Story (Barry és Robin Gibb) (1979) megjelent: Barbara Streisand: Guilty, Guilty Demos, Master Guilty Demos, The Complete Guilty Demos
- Life, Am I Wasting My Time? (Barry, Robin és Maurice Gibb) (1972) megjelent: A Kick In The Head Is Worth Eight In The Pants, A Kick In The Head (Brothers Gibbs Record)
- Like A Fool (Barry, Robin és Maurice Gibb) (1985) megjelent: Walls Have Eyes, Rarevolution, Secret Agent / Walls Have Eyes
- Like A Love Gone Wrong (Barry Gibb) (1970) nem jelent meg
- Like Nobody Else (Barry Gibb) (1966) megjelent: Los Bravos kislemezén 1967, Inception / Nostalgia, Brilliant From Birth, Birth of Brilliance, Lo Mejor De The Bee Gees, In The Beginning, The Great Bee Gees, Bee Gees Pop Legends
- Lily (Maurice Gibb) (1983) nem jelent meg
- Lion In Winter (Barry és Robin Gibb) (1971) megjelent: Trafalgar (Bee Gees nagylemez), My World
- Lisa (Barry Gibb, Maurice Gibb) (1969): nem jelent meg
- Listen To Your Heart (Barry Gibb) (1966) nem jelent meg
- Little Boy (Barry Gibb, Maurice Gibb) (1969) megjelent: The Marbles kislemezén 1969, Bee Gees Idea (mono)
- Little Miss Rhythm and Blues (Barry Gibb) (1965) megjelent: Trevor Gordon kislemezén 1965, Assault the Vaults
- Little Red Train (Barry, Robin és Maurice Gibb) (1970) nem jelent meg
- Live Or Die (Hold Me Like A Child) (Barry, Robin és Maurice Gibb) (1987) megjelent: E.S.P
- Living Eyes (Barry, Robin és Maurice Gibb) (1981) megjelent: Living Eyes, MTV History, Bee Gees History, The Complete Living Eyes Demos, Gold and Diamonds, Bee Gees (Német)
- Living In Another World (Barry, Robin és Maurice Gibb) (1984) megjelent: Secret Agent, Secret Agent / Walls Have Eyes
- Living In Chicago (Barry, Robin és Maurice Gibb) (1972) megjelent: Life in a Tin Can
- Living In The Rain (Barry és Steve Gibb) (2004) nem jelent meg
- Living Together (Barry, Robin és Maurice Gibb) (1978) megjelent: Spirits Having Flown, MTV History, Spirits Having Flown Demos
- Living With You (Barry, Robin és Maurice Gibb) (1983) megjelent: Kenny Rogers: Eyes That See In The Dark, Eyes That See In The Dark Demos, Master Eyes That See In The Dark Demos
- Lonely Days (Barry, Robin és Maurice Gibb) (1970) megjelent: 2 Years On, Best of Bee Gees Vol 2, Here at Last… Bee Gees… Live, One Night Only, The Record, Number Ones, Love Songs, Tales from The Brothers Gibb, Midnight Specials, Bee Gees Greatest Volume 1 1967-1974, In the Morning, Bee Gees Story, Best of Bee Gees Vol2, Bee Gees Best Album, The Complete Hit-Album, Best of Bee Gees Vol. 2, The Scope of The Bee Gees, Twenty-two Hits of The Bee Gees, The Faboluos Bee Gees, King Biscuit Flower Hour, A Arte De Bee Gees, Bee Gees Perfect, All Time Greatest Hits, Bee Gees Best, Bee Gees (Német), Bee Gees Gold Vol. 1, Le Disque D’or Des Bee Gees, Superstarshine Vol. 4, Bee Gees Perfect Series, Bee Gees on Howard Stern, MTV History, My World, Best of Bee Gees (tajvani), Best of The Bee Gees (francia), To Perfection, Bee Gees History, The Complete Storytellers, Soundstage '75, A Popularidade de Bee Gees, Bee Gees Success Story
- Long Life (Barry Gibb) (1966) megjelent: The Twilights: The Twilights In 1966
- Look At Me (Barry Gibb, Maurice Gibb, Lawrie) (1970) nem jelent meg
- Loose Talk Costs Lives (Barry Gibb) (1999) megjelent: This Is Where I Came In
- Lord Bless All (Robin Gibb) (1969) megjelent: Robin Gibb: Robin’s Reign, Bee Gees Christmas
- Losers and Lovers (Barry, Robin és Maurice Gibb) (1972) megjelent: A Kick In The Head (Brothers Gibbs Record), A Kick In The Head Is Worth Eight In The Pants
- Lost (Barry, Robin és Maurice Gibb) (1970) : nem jelent meg
- Lost In The Crowd (Barry, Robin és Maurice Gibb) (1986) megjelent: Carola: Runaway 1986
- Lost In Your Love (Barry Gibb) 1973 megjelent: Mr Natural
- Loud and Clear (Robin Gibb) (1970) nem jelent meg
- Love and Money (Barry Gibb) (1964) megjelent: Bryan Davies kislemezén 1964, Assault the Vaults
- Love Is Blind (Barry, Robin és Maurice Gibb) (1998) megjelent: The Bee Gees Greatest Demos
- Love Is Just A Calling Card (Robin Gibb, Maurice Gibb) (1982) megjelent: Gibb Treasures, Lost & Found, The Bee Gees Greatest Demos, The Bee Gees Unleashed, How Old Are You Demos
- Love Just Goes (Robin Gibb) (1969) nem jelent meg
- Love Me (Barry és Robin Gibb) (1976) megjelent: Children of the World, Bee Gees Greatest, The Record, Bee Gees Greatest Programa Especial Para Radio, MTV History, Bee Gees Greatest Hits, Rarevolution
- Love Never Dies (Barry, Robin és Maurice Gibb) (1994) megjelent: kislemezen az I Could Not Love You More, Still Waters Run B oldalán, Still Waters -japán kiadás, The Fantastic Bee Gees
- Love On My Mind (Barry Gibb) (1970) nem jelent meg
- Love On The Line (Barry, Robin és Maurice Gibb) (1985) megjelent: Diana Ross: Eaten Alive, Eaten Alive Demos
- Love So Right (Barry, Robin és Maurice Gibb) (1976) megjelent: Children of the World, Here at Last… Bee Gees… Live, Bee Gees Greatest, Tales from The Brothers Gibb, The Record, Number Ones, MTV History, 16 Greatest Hits, Bee Gees Greatest Hits, Bee Gees Love Hits, Años dorados 1975-1980, BBC – Words And Music, Bee Gees Success Story
- Love You (Barry, Robin és Maurice Gibb) (1968) megjelent: The Marbles kislemezén 1968, Scattered Gibbs
- Love You Inside Out (Barry, Robin és Maurice Gibb) (1978) megjelent: Spirits Having Flown, Bee Gees Greatest, Tales from The Brothers Gibb, Bee Gees Story, The Record, Number Ones, MTV History, Bee Gees Greatest Programa Especial Para Radio, Bee Gees Greatest Hits, Bee Gees Love Hits, Twenty-two Hits of The Bee Gees
- Lovers (Barry, Robin és Maurice Gibb) (1976) megjelent: Children of the World
- Lovers and Friends (Barry Gibb, Maurice Gibb, Keating) (1999) megjelent: Ronald Keating lemezén (2000), Angel Of Mercy – Buried Gibb Treasures
- Loving You Is Killing Me (Barry és Robin Gibb) (1981) nem jelent meg
- Lucky Me (Barry Gibb) (1963) megjelent: Tony Brady kislemezén 1963
- Lum-De Loo (Robin Gibb) (1966) megjelent: Inception / Nostalgia, Brilliant From Birth, Lo Mejor De The Bee Gees, Bee Gees Disque D’or

## M
- Maccleby's Secret (Barry, Robin és Maurice Gibb) (1967): nem jelent meg
- Make Believe (Robin Gibb) (1969) megjelent: Sing Slowly Sisters
- Make It Like A Memory (Barry Gibb, Alghy Galuten) (1979) megjelent: Barbara Streisand: Guilty, Guilty Demos, Master Guilty Demos, The Complete Guilty Demos
- Man For All Seasons (Barry, Robin és Maurice Gibb) (1970) megjelent: 2 Years On, Best of Bee Gees Vol 2, In the Morning, To Perfection, Best of Bee Gees (tajvani), Best of Bee Gees Vol2, Bee Gees Best
- Man In The Middle (Robin Gibb, Maurice Gibb) (1999) megjelent: This Is Where I Came In, Number Ones, Maurice In The Lead
- Man In The Wilderness (Maurice Gibb) (1971): nem jelent meg
- Man On Fire (Barry Gibb, Maurice Gibb, Andy Gibb) (1987) megjelent: Andy Gibb: Andy Gibb A Collection Of Greatest Hits, Scattered Gibbs
- Mando Bay (Barry Gibb) (1970) megjelent: The Kid's No Good, The Bee Gees Greatest Outtakes
- Marley Purt Drive (Barry, Robin és Maurice Gibb) (1968) megjelent: Odessa, Barry Gibb: Hawks (Barry Gibb), Bee Gees Success Story
- Massachusetts (Barry, Robin és Maurice Gibb) (1967) megjelent: Horizontal, Best of Bee Gees, Here at Last… Bee Gees… Live, Tales from The Brothers Gibb, The Very Best of The Bee Gees, Bee Gees Story, One Night Only, The Record, Number Ones, The Studio Albums 1967–1968, A Arte De Bee Gees, Taratata, An Audience With The Bee Gees, In Their Own Time, All Time Greatest Hits, Bee Gees Best, Bee Gees Best (Polydor), Bee Gees 20 Greatest Hits, Bee Gees Golden Double Album, Bee Gees Perfect, King Biscuit Flower Hour, The Bee Gees (Supraphon), Bee Gees Best Album, Serie Autografo de Exitos, Midnight Specials, Bee Gees Love Hits, To Perfection, My World, Massachusetts (album), In the Morning, Best of The Bee Gees (francia), Best of Bee Gees (tajvani), Bee Gees Startrack Vol. 13, Bee Gees Perfect Series, Bee Gees Gold Vol. 1, Bee Gees (Amiga), The Scope of The Bee Gees, Bee Gees The Best!, Goldene Serie International, The Complete Hit-Album, Los Mas Grandes Exitos De Los Ańos '60, Golden Album, Bee Gees (Német), Bee Gees Tour Souvenir, Le Disque D’or Des Bee Gees, Portrait of The Bee Gees, Gold and Diamonds, Bee Gees Starportrait International, MTV History, Bee Gees Greatest Volume 1 1967-1974, Twenty-two Hits of The Bee Gees, Bee Gees History, In The Studio, Taratata, Midnight Specials, The Bee Gees Brothers With Others, The Complete Storytellers, Merchants Of Dream, Strange Brew, A Popularidade de Bee Gees, Bee Gees Success Story
- Maybe Tomorrow (Barry, Robin és Maurice Gibb) (1970) nem jelent meg
- Maypole Mews (Barry Gibb) (1968) megjelent David Garrick lemezén 1969, Earliest Bee Gees With And By Others
- Melody Fair (Barry, Robin és Maurice Gibb) (1968) megjelent: Odessa, Best of Bee Gees Vol 2, Tales from The Brothers Gibb, Melody (album), The Bee Gees Unleashed, My World, Años dorados 1975-1980, MTV History, Twenty-two Hits of The Bee Gees, Bee Gees History, The Bee Gees Greatest Demos, Superstarshine Vol. 4, In the Morning, Best of Bee Gees (tajvani), Bee Gees Perfect Series, 16 Greatest Hits, Serie Autografo de Exitos, Los Mas Grandes Exitos De Los Ańos '60, Lo Mejor De Bee Gees Vol. 2, Best of Bee Gees Vol2, Bee Gees Best Album, Bee Gees (Német), The Scope of The Bee Gees, The Faboluos Bee Gees, Bee Gees Perfect, Bee Gees Success Story
- Men Of Men (Barry, Robin és Maurice Gibb) (1968): nem jelent meg
- Merrily Merry Eyes (Barry és Robin Gibb) (1970) megjelent: The Bee Gees Greatest Outtakes, From The Bee Gees Archives, Angel Of Mercy – Buried Gibb Treasures
- Messin Around (Maurice Gibb, Kipner) (1966) megjelent: Sandy Summers kislemezén 1966, Assault the Vaults
- Method To My Madness (Barry, Robin és Maurice Gibb) (1972) megjelent: Life in a Tin Can, A Popularidade de Bee Gees
- Miami (Maurice Gibb) (1983) nem jelent meg
- Midsummer Nights (Barry Gibb, Maurice Gibb) (1982) megjelent: Kenny Rogers: Eyes That See In The Dark, Eyes That See In The Dark Demos, Master Eyes That See In The Dark Demos
- Mike and The Mountain (Maurice Gibb) (1984) megjelent: A Breed Apart (filmzene), Instrumental And Other Rarities
- Millions Of Millions (Barry és Robin Gibb) (1968) nem jelent meg
- Mind Over Matter (Barry, Robin és Maurice Gibb) (1981) megjelent: The Bee Gees Unleashed, The Bee Gees Greatest Demos
- Miracles Happen (Barry, Robin és Maurice Gibb) (1995) megjelent: Still Waters, Bee Gees Christmas
- Misunderstood (Barry, Robin és Maurice Gibb) (1982) megjelent: Dionne Warwick: Heartbreaker, Heartbreaker Demos, Master Heartbreaker Demos
- Modern Girls (Barry, Robin és Maurice Gibb) (1985) nem jelent meg
- Modulating Maurice (Maurice Gibb, Ringo Starr) (1969) megjelent Instrumental And Other Rarities, The Loner
- Monday's Rain (Barry Gibb) (1966) megjelent: Spicks and Specks, Rare, Precious & Beautiful, Brilliant From Birth, In The Beginning, Tomorrow The World, To Be or Not to Be, Birth of Brilliance, Bee Gees (Time album), Bee Gees Bonanza Vol2, Bee Gees Big Chance, Big Chance, Spicks & Specks: 26 Songs from the Early Days, Ultimate Collection, This Is How We Started, Bee Gees Bonanza, Claustrophobia, Bee Gees Classic Years, Bee Gees 26 Golden Oldies, The Great Bee Gees, The 60s Collection, Original Songs, Best of the Early Years, Follow The Wind, Bee Gees Pop Legends, Bee Gees 1963–1966, Bee Gees 2CD Box, The Three Kisses Of Love, Bee Gees Collection 25 Songs
- Moon Anthem (Robin Gibb) megjelent: Angel Of Mercy – Buried Gibb Treasures
- Moonlight (Barry Gibb) (1970) megjelent: Jerry Vale: I Dont Know How To Love Her 1971, The Kid's No Good
- Moonlight Madness (Barry Gibb, George Bitzer, Alan Kendall) (1986) megjelent: Barry Gibb: Hawks (Barry Gibb), Bee Gees Halloween
- More and More (Barry Gibb, Andy Gibb, Galuten) (1985) megjelent: Diana Ross: Eaten Alive 1985, Eaten Alive Demos
- More Than A Woman (Barry, Robin és Maurice Gibb) (1977) megjelent: Saturday Night Fever (album), Bee Gees Greatest, Tales from The Brothers Gibb, The Very Best of The Bee Gees, Bee Gees Story, The Record, Love Songs, Instrumental And Other Rarities, MTV History, Bee Gees Greatest Hits, An Audience With The Bee Gees, Bee Gees Success Story
- Morning Rain (Barry Gibb, Vince Melouney) (1976) nem jelent meg
- Morning Sun (Maurice Gibb, Lauwrie) (1970) megjelent: Lost & Found
- Most Of My Life (Robin Gibb) (1969) megjelent: Robin Gibb: Robin’s Reign
- Mother and Jack (Robin Gibb) (1969) megjelent: Robin Gibb: Robin’s Reign, Bee Gees Idea (mono)
- Mother Of Love (Robin Gibb) (2006) Robin Gibb élő előadása Londonban, 2006 szeptemberében, (Just A Minute Event), Robin Gibb: My Favourite Carols
- Mr. Mod Man (Barry Gibb) (1964) nem jelent meg
- Mr. Natural (Barry és Robin Gibb) (1973) megjelent: Mr Natural, Tales from The Brothers Gibb, A Arte De Bee Gees, The Scope of The Bee Gees, Bee Gees Perfect Series, King Biscuit Flower Hour, A Popularidade de Bee Gees
- Mr. Wallor's Wailing Wall (Barry és Robin Gibb) (1967) megjelent: The Studio Albums 1967–1968, Last Minute demos, From The Bee Gees Archives, First Album Demos, Bee Gees Unissued, Merchants Of Dream
- Mrs. Gillespie Refrigerator (Barry, Robin és Maurice Gibb) (1966) megjelent: The Studio Albums 1967–1968, The Bee Gees Greatest Outtakes, From The Bee Gees Archives, Lost & Found, In Their Own Time, First Album Demos, Bee Gees Unissued, Merchants Of Dream
- My Baby Can (Barry Gibb) (1964) nem jelent meg
- My Destiny (Barry, Robin és Maurice Gibb) (1992) megjelent: Paying The Price Of Love kislemez B oldalán 1993, The Fantastic Bee Gees
- My Eternal Love (Barry Gibb, Richard Powers) (1986) megjelent: Barry Gibb: Hawks (Barry Gibb), Tales from The Brothers Gibb, Rarevolution
- My Father Is Dead / My Father's A Reb (Maurice Gibb) (1973) nem jelent meg
- My Girl (Barry Gibb) (1964) nem jelent meg
- My Life Has Been A Song (Barry, Robin és Maurice Gibb) (1972) megjelent: Life in a Tin Can, I’ve Gotta Get A Message To You, A Popularidade de Bee Gees
- My Lonely Place (Barry Gibb) (1965) nem jelent meg
- My Love Life (Robin Gibb) (1968) nem jelent meg
- My Love Won't Take The Time (Barry Gibb) (1965) nem jelent meg
- My Lover's Prayer (Barry, Robin és Maurice Gibb) (1995) megjelent: Still Waters, Bee Gees Unlocked
- My Thing (Barry Gibb, Maurice Gibb) (1969) megjelent: Cucumber Castle, Maurice In The Lead
- My World (Barry és Robin Gibb) (1971) megjelent: Best of Bee Gees Vol 2, Tales from The Brothers Gibb, The Complete Hit-Album, The Scope of The Bee Gees, The Faboluos Bee Gees, All Time Greatest Hits, A Arte De Bee Gees, Bee Gees Gold Vol. 1, Años dorados 1975-1980, Bee Gees Perfect, Bee Gees Perfect Series, Best of Bee Gees (tajvani), My World, Superstarshine Vol. 4, Bee Gees (Német), Bee Gees Greatest Hits, Bee Gees Story, Lo Mejor De Bee Gees Vol. 2, Twenty-two Hits of The Bee Gees, Bee Gees Rare Collection, 16 Greatest Hits, Best of Bee Gees Vol2, A Popularidade de Bee Gees
- My World (In The Palm Of Your Hands) (Barry és Robin Gibb) (1982) nem jelent meg

## N
- Naked Feelings (Barry, Robin, Maurice és Andy Gibb) (1987) nem jelent meg
- Nature Of The Beast (Robin Gibb, Maurice Gibb) (1986) megjelent: Carola: Runaway 1986
- Neither Rich Nor Poor (Barry Gibb) (1966) megjelent: Richard Wright Group kislemezén 1966, Earliest Bee Gees With And By Others
- Never Been Alone (Robin Gibb) (1972) megjelent: To Whom it May Concern
- Never Get Over You (Barry Gibb, Galuten) (1982) nem jelent meg
- Never Give Up (Barry Gibb, Galuten) (1979) megjelent: Barbara Streisand: Guilty
- Never Like This (Barry Gibb) (1964) megjelent: Del Juliana kislemezén 1964
- Never Say Never Again (Barry, Robin és Maurice Gibb) (1968) megjelent: Odessa, Bee Gees Starportrait International, Bee Gees (Német), Bee Gees Tour Souvenir
- New York Mining Disaster 1941 (Barry és Robin Gibb) (1967) megjelent: Bee Gees First, Best of Bee Gees, Tales from The Brothers Gibb, The Studio Albums 1967–1968, One Night Only, The Record, Tales from The Brothers Gibb, Here at Last… Bee Gees… Live, The Very Best of The Bee Gees, Bee Gees Greatest Volume 1 1967-1974, Bee Gees Startrack Vol. 13, Bee Gees Tour Souvenir, Bee Gees Story, Bee Gees Best Album, Bee Gees Golden Double Album, Bee Gees Perfect, Los Mas Grandes Exitos De Los Ańos '60, The Complete Hit-Album, Bee Gees History, Gold and Diamonds, Twenty-two Hits of The Bee Gees, Goldene Serie International, The Scope of The Bee Gees, Bee Gees Best, In Their Own Time, The Bee Gees (Supraphon), First Album Demos, Bee Gees The Best!, Taratata, Bee Gees 20 Greatest Hits, All Time Greatest Hits, A Arte De Bee Gees, Bee Gees Gold Vol. 1, Bee Gees (Amiga), Golden Album, Midnight Specials, Bee Gees on Howard Stern, Please Welcome Bee Gees Live on TV, Bee Gees Perfect Series, Best of The Bee Gees (francia), Massachusetts (album), My World, To Perfection, In Their Own Time, In The Studio, Bee Gees Starportrait International, MTV History, The Complete Storytellers, Soundstage '75, Merchants Of Dream, Strange Brew, Bee Gees Idea (mono), A Popularidade de Bee Gees, Bee Gees Success Story
- Night (Barry Gibb) (1970) nem jelent meg
- Night Fever (Barry, Robin és Maurice Gibb) (1977) megjelent: Saturday Night Fever (album), Bee Gees Greatest, Tales from The Brothers Gibb, The Very Best of The Bee Gees, Bee Gees Story, One Night Only, The Record, Number Ones, Instrumental And Other Rarities, MTV History, Bee Gees (Német), BBC – Words And Music, An Audience With The Bee Gees, Bee Gees Greatest Programa Especial Para Radio, 16 Greatest Hits, The Complete Hit-Album, Twenty-two Hits of The Bee Gees, Bee Gees History, Gold and Diamonds, Bee Gees (Amiga), Bee Gees Success Story
- Night Of Love (Robin Gibb, Weaver) (1979) megjelent: Jimmy Ruffin: Sunrise (1980)
- Night Of My Life (Barry Gibb, Ashley Gibb) (2004) megjelent: Barbara Streisand: Guilty Pleasures, Guilty Pleasures Demos
- Nights On Broadway (Barry, Robin és Maurice Gibb) (1975) megjelent: Main Course, Here at Last… Bee Gees… Live, Bee Gees Greatest, Tales from The Brothers Gibb, The Very Best of The Bee Gees, Bee Gees Story, One Night Only, The Record, Bee Gees on Howard Stern, Bee Gees (Amiga), Bee Gees The Best!, The Complete Hit-Album, Bee Gees Greatest Hits, Bee Gees Greatest Programa Especial Para Radio, MTV History, Años dorados 1975-1980, Midnight Specials, Bee Gees (Német), Bee Gees 20 Greatest Hits, Soundstage '75, Bee Gees Success Story
- No More Music Now (Robin Gibb, Maurice Gibb) (1970) :nem jelent meg
- No Other Heart (R, Lewis, Thorne) (1969) megjelent: The Vic Lewis Orchestra and His Singers kislemezén 1969, Earliest Bee Gees With And By Others
- Nobody's Someone (Barry, Robin és Maurice Gibb) (1968) megjelent:From The Bee Gees Archives, The Bee Gees Greatest Outtakes, The Bee Gees Unleashed
- Not In Love At All (Barry Gibb, Maurice Gibb, George Bitzer) (1986) megjelent: Barry Gibb: Hawks (Barry Gibb)
- Not My Girl (Maurice Gibb, Bridgford, Kendall) (1971) nem jelent meg
- Nothing Could Be Good (Barry, Robin, Maurice Gibb, Galuten) (1981) megjelent: Living Eyes, MTV History
- Now Comes The Pain (Barry Gibb) (1964) nem jelent meg

## O
- Obsessions (Barry, Robin és Maurice Gibb) (1995) megjelent: Still Waters
- Oceans and Rivers (Barry, Robin és Maurice Gibb) (1982) megjelent: Heartbreaker Demos
- Odessa (City On The Black Sea) (Barry, Robin és Maurice Gibb) (1968) megjelent: Odessa, A Arte De Bee Gees, A Popularidade de Bee Gees
- Oh Teacher (Barry, Robin és Maurice Gibb) (1985) megjelent: Diana Ross: Eaten Alive, Eaten Alive Demos
- Old-Fashioned Band (Robin Gibb) (1969) nem jelent meg
- Omega Man (Barry, Robin és Maurice Gibb) (1991) megjelent: Size Isn’t Everything, Maurice In The Lead
- On Time (Maurice Gibb) (1971) megjelent: kislemezen a My World B oldalán 1972, A Breed Apart (filmzene), Tales from The Brothers Gibb, Kitty Can, Massachusetts (album), Bee Gees Rare Collection, The Bee Gees Greatest Demos, Maurice In The Lead
- One (Barry, Robin és Maurice Gibb) (1988) megjelent: One, One Demos, Tales from The Brothers Gibb, The Record, Please Welcome Bee Gees Live on TV
- One Bad Thing (Barry Gibb, Maurice Gibb) (1969) megjelent: The Kid's No Good
- One Little Blue (Barry Gibb) (1964) nem jelent meg
- One Love (Barry Gibb, Andy Gibb) (1979) megjelent: Andy Gibb: After Dark
- One Million Years (Robin Gibb) (1969) megjelent: Robin Gibb: Robin’s Reign, Bee Gees (Német), Best of Bee Gees Vol. 2, Best of The Bee Gees (francia), I’ve Gotta Get A Message To You, Kitty Can, To Perfection, Bee Gees Best, Sing Slowly Sisters
- One Minute Woman (Barry és Robin Gibb) (1967) megjelent: Bee Gees First, The Studio Albums 1967–1968, In Their Own Time, Last Minute demos, First Album Demos, Merchants Of Dream
- One Night (For Lovers) (Barry Gibb, Bitzer) (1984) megjelent: Barry Gibb: Now Voyager
- One Road (Barry Gibb) (1964) megjelent: Jimmy Little kislemezén 1964, Assault the Vaults
- Only One Woman (Barry, Robin és Maurice Gibb) (1968) megjelent: The Marbles: The Marbles 1969, Scattered Gibbs
- Ordinary Lives (Barry, Robin és Maurice Gibb) (1988) megjelent: One, One Demos, Tales from The Brothers Gibb, The Very Best of The Bee Gees
- Out Of Line (Barry, Robin és Maurice Gibb) (1967) megjelent: The Studio Albums 1967–1968, Bee Gees Unissued
- Over The Hill and Over The Mountains (Barry, Robin és Maurice Gibb) (1970) nem jelent meg
- Overnight (Barry, Robin és Maurice Gibb) (1987) megjelent: E.S.P, E.S.P Demos, Maurice In The Lead, Bee Gees and Andy Gibb Demos

## P
- Palavras (=Words portugál szövegű) (Barry, Robin, Maurice Gibb)(1967) megjelent: Jose Y Duval: Todo Por Amor 1996, The Bee Gees Brothers With Others
- Papper Mache, Cabbages and Kings (Barry, Robin és Maurice Gibb) (1972) megjelent: To Whom it May Concern, I’ve Gotta Get A Message To You
- Paradise (Barry, Robin és Maurice Gibb) (1981) megjelent: Living Eyes, In The Studio, The Complete Living Eyes Demos, Gold and Diamonds, The Fantastic Bee Gees
- Party With No Name (Barry, Robin és Maurice Gibb) (1990) megjelent: High Civilization, Bee Gees Halloween
- Paying The Price Of Love (Barry, Robin és Maurice Gibb) (1991) megjelent: Size Isn’t Everything, Bee Gees on Howard Stern, Taratata, Please Welcome Bee Gees Live on TV
- Peace In My Mind (Barry Gibb) (1970) nem jelent meg
- Peace Of Mind (Barry Gibb) (1964) megjelent: The Bee Gees Sing and Play 14 Barry Gibb Songs, Turn Around, Look at Us, Rare, Precious & Beautiful 3, Brilliant From Birth, Birth of Brilliance, Big Chance, The Kid's No Good, In The Beginning, Follow The Wind, Bee Gees 2CD Box
- Piccaninny (Barry Gibb) (1969) nem jelent meg
- Ping Pong (Barry Gibb, Maurice Gibb) (1969): nem jelent meg
- Pity (Barry, Robin és Maurice Gibb) (1968) nem jelent meg
- Playdown (Barry Gibb) (1966) megjelent: Spicks and Specks, Rare, Precious & Beautiful, Brilliant From Birth, To Be or Not to Be, Bee Gees (Time album), Bee Gees Big Chance, Big Chance, Tomorrow The World, In The Beginning, Ultimate Collection, This Is How We Started, Bee Gees Bonanza Vol2, Bee Gees Bonanza, Bee Gees 26 Golden Oldies, The 60s Collection, Original Songs, Best of the Early Years, Follow The Wind, Bee Gees 2CD Box, The Three Kisses Of Love, Bee Gees Collection 25 Songs
- Please Don't Take My Man Away (Barry Gibb, Maurice Gibb) (1969) nem jelent meg
- Please Don't Turn Out The Lights (Barry, Robin és Maurice Gibb) (1972) megjelent: To Whom it May Concern
- Please Lock Me Away (Maurice Gibb, Lauwrie) (1970) megjelent: The Loner
- Please Read Me (Barry és Robin Gibb) (1967) megjelent: Bee Gees First, The Studio Albums 1967–1968, Los Mas Grandes Exitos De Los Ańos '60
- Portrait Of Louise (Barry Gibb) (1970) megjelent: 2 Years On, To Perfection, Bee Gees Best
- Possession (Barry, Robin és Maurice Gibb) (1985) megjelent: Robin Gibb: Walls Have Eyes, Bee Gees Halloween, Secret Agent / Walls Have Eyes
- Prelude, Beverly Hills (Robin Gibb, Lewis) (1970) nem jelent meg
- Price Of Fame (Barry Gibb, Maurice Gibb, AAndy Gibb) (1987) nem jelent meg
- Promise The Earth (Barry, Robin és Maurice Gibb) (1999) megjelent: This Is Where I Came In 2001 – japán és ausztrál kiadáson
- Promises (Barry és Robin Gibb) (1979) megjelent: Barbara Streisand: Guilty, Guilty Demos, Master Guilty Demos, The Complete Guilty Demos

## R
- Radiate (Robin Gibb, Maurice Gibb)(1986) megjelent: Carola: Runaway, 1986
- Railroad (Maurice Gibb, Lauwrie) (1969) megjelent: The Loner, Tales from The Brothers Gibb, Best of The Bee Gees (francia), To Perfection, Best of Bee Gees Vol. 2, I’ve Gotta Get A Message To You, Kitty Can, Bee Gees Rare Collection, Bee Gees Best
- Raining Teardrops (Maurice Gibb, Kipner) (1966) megjelent: Barrington Davies Powerhouse kislemezén 1967, Assault the Vaults
- Reaching Out (Barry, Robin és Maurice Gibb) (1978) megjelent: Spirits Having Flown, Spirits Having Flown Demos, MTV History, Bee Gees Love Hits
- Really and Sincerely (Barry, Robin és Maurice Gibb) (1967) megjelent: Horizontal, The Studio Albums 1967–1968, Golden Album, Bee Gees Starportrait International, Bee Gees Tour Souvenir, Bee Gees Golden Double Album, Bee Gees Best (Polydor)
- Rebecca (Robin Gibb, Maurice Gibb) (1984) megjelent: Secret Agent, Secret Agent / Walls Have Eyes
- Red Chair Fade Away (Barry és Robin Gibb) (1967) megjelent: Bee Gees First, The Studio Albums 1967–1968, First Album Demos, Bee Gees Best (Polydor), To Perfection, Last Minute demos, Bee Gees Best, Merchants Of Dream
- Red Train (Robin Gibb, Maurice Gibb) (1970) nem jelent meg
- Reflections (Maurice Gibb) (1981) nem jelent meg
- Remedy (Barry, Robin és Maurice Gibb) (1985) megjelent: Walls Have Eyes, Secret Agent / Walls Have Eyes
- Remembering (Barry és Robin Gibb) (1971) megjelent: Trafalgar (Bee Gees nagylemez), Lost & Found, Lost & Found II
- Rest Your Love On Me (Barry Gibb) (1976) megjelent: kislemezen a Too Much Heaven B oldalán 1978, Bee Gees Greatest, Music for UNICEF, Rarevolution, MTV History, The Bee Gees Brothers With Others, Bee Gees Rare Collection, Andy Gibb: After Dark
- Return To Austria (Robin Gibb) (1970) megjelent: Sing Slowly Sisters
- Ring My Bell (Barry, Robin és Maurice Gibb) (1967) megjelent: The Studio Albums 1967–1968, Bee Gees Unissued, From The Bee Gees Archives
- Rings Around The Moon (Barry, Robin és Maurice Gibb) (1994) megjelent: kislemezen az Alone B oldalán 1997, Still Waters – japán kiadás, The Fantastic Bee Gees
- Road To Alaska (Barry, Robin és Maurice Gibb) (1972) megjelent: To Whom it May Concern, I’ve Gotta Get A Message To You, Soundstage '75
- Robot (Robin Gibb, Maurice Gibb) (1984) megjelent: Secret Agent, Secret Agent / Walls Have Eyes
- Rocky L. A. (Barry, Robin és Maurice Gibb) (1972) megjelent: A Kick In The Head Is Worth Eight In The Pants, A Kick In The Head (Brothers Gibbs Record)
- Royal Horse Artillery (Barry, Robin és Maurice Gibb) (1968) nem jelent meg
- RSO (Maurice Gibb) (1975) nem jelent meg
- Run Right Back (Barry Gibb) (1964) nem jelent meg
- Run To Me (Barry, Robin és Maurice Gibb) (1972) megjelent: To Whom it May Concern, Best of Bee Gees Vol 2, Here at Last… Bee Gees… Live, Tales from The Brothers Gibb, The Very Best of The Bee Gees, Bee Gees Story, The Record, Midnight Specials, A Arte De Bee Gees, 16 Greatest Hits, Bee Gees Gold Vol. 1, Best of Bee Gees Vol2, Twenty-two Hits of The Bee Gees, The Scope of The Bee Gees, Best of Bee Gees (tajvani), Bee Gees Perfect, A Popularidade de Bee Gees, Le Disque D’or Des Bee Gees, Bee Gees Love Hits, Bee Gees Greatest Hits, Bee Gees (Német), Soundstage '75, Bee Gees Success Story
- Run Wild (Barry és Robin Gibb) (1979) megjelent: Barbara Streisand: Guilty, Guilty Demos, Master Guilty Demos, The Complete Guilty Demos

## S
- Sacred Trust (Barry, Robin és Maurice Gibb) (1998) megjelent: This Is Where I Came In
- Sail At My Side (Robin Gibb, Maurice Gibb) (1970) nem jelent meg
- Saturday Morning, Saturday Night (Maurice Gibb) (1971) nem jelent meg
- Save Me, Save Me (Barry Gibb, Galuten) (1977) megjelent: Network: Network 1977, Scattered Gibbs
- Saved By The Bell (Robin Gibb) (1969) megjelent: Robin Gibb: Robin’s Reign, Best of Bee Gees Vol 2, Tales from The Brothers Gibb, The Very Best of The Bee Gees, The Record, Best of Bee Gees (tajvani), Best of The Bee Gees (francia), Gold and Diamonds, To Perfection, Best of Bee Gees Vol2, Bee Gees Rare Collection, Bee Gees (Amiga), Bee Gees (Német), Bee Gees Greatest Volume 1 1967-1974, Le Disque D’or Des Bee Gees, Lo Mejor De Bee Gees Vol. 2, Bee Gees 20 Greatest Hits, Bee Gees The Best!, All Time Greatest Hits, Bee Gees Best, Best of Bee Gees Vol. 2
- Saying Goodbye (Barry Gibb, Maurice Gibb) (1983) megjelent: Eyes That See In The Dark Demos, Master Heartbreaker Demos, Heartbreaker Demos, The Bee Gees Greatest Demos
- Scared Of Losing You (Barry Gibb) (1964) megjelent: Reg Lindsay kislemezén 1964
- Sea Of Smiling Faces (Barry, Robin és Maurice Gibb) (1972) megjelent: To Whom it May Concern, Portrait of The Bee Gees, Bee Gees Greatest Volume 1 1967-1974, Bee Gees (Német)
- Seagull's Cry (Barry Gibb) (1988) megjelent: Barry Gibb: Hawks (Barry Gibb)
- Search Find (Barry, Robin és Maurice Gibb) (1978) megjelent: Spirits Having Flown, Spirits Having Flown Demos, MTV History
- Searchin' (Robin Gibb, Blue Weaver) (1979) megjelent: Jimmy Ruffin: Sunrise 1980
- Seasons (Barry, Robin, Maurice Gibb, English) (1986) megjelent: Bee Gees Christmas, The Bunbury Tails (filmzene)
- Second Hand People (Barry Gibb) (1966) megjelent: Spicks and Specks, Rare, Precious & Beautiful, Brilliant From Birth, Bee Gees (Time album), Birth of Brilliance, To Be or Not to Be, Bee Gees Big Chance, Big Chance, Tomorrow The World, Ultimate Collection, This Is How We Started, Spicks & Specks: 26 Songs from the Early Days, Bee Gees Bonanza Vol2, Bee Gees Bonanza, In The Beginning, Claustrophobia, Bee Gees Classic Years, Bee Gees 26 Golden Oldies, The Great Bee Gees, The 60s Collection, Original Songs, Best of the Early Years, Follow The Wind, Bee Gees Pop Legends, Bee Gees 1963–1966, Bee Gees 2CD Box, The Three Kisses Of Love, Bee Gees Collection 25 Songs
- Secret Agent (Robin Gibb, Maurice Gibb) (1984) megjelent: Secret Agent, Secret Agent / Walls Have Eyes
- Secret Love (Barry, Robin és Maurice Gibb) (1990) megjelent: High Civilization, The Record, Love Songs, This Is Your Life
- Secrets (The Wishes We Share) (Barry és Robin Gibb) (1979) megjelent: The Bee Gees Greatest Demos, Master Guilty Demos, Guilty Demos, Scattered Gibbs
- Sensuality (Barry, Robin és Maurice Gibb) (1998) megjelent: Angel Of Mercy – Buried Gibb Treasures, Bee Gees Unlocked
- Seven Birds Are Singing (Robin Gibb) (1969) nem jelent meg
- Seven Seas Symphony (Barry, Robin és Maurice Gibb) (1968) megjelent: Odessa
- Shadow Dancing (Barry, Robin, Maurice és Andy Gibb) (1977) megjelent: Andy Gibb: Shadow Dancing
- Shape Of Things To Come (Barry, Robin és Maurice Gibb) (1988) megjelent: 1988 Summer Olympics Album, The Bee Gees Brothers With Others, The Fantastic Bee Gees
- Shatterproof (Barry Gibb) (1984) megjelent: Barry Gibb: Now Voyager
- She Is Russia (Barry, Robin és Maurice Gibb) (1968): nem jelent meg
- She Keeps On Coming (Barry, Robin és Maurice Gibb) (2000) megjelent: This Is Where I Came In
- She Says (Barry Gibb) (1984) megjelent: Barry Gibb: Now Voyager
- She's Hot (Robin Gibb, Maurice Gibb) (1984) nem jelent meg
- She's The One You Love (Maurice Gibb, Lauwrie) (1969) megjelent: The Loner
- Shine Shine (Barry Gibb, Maurice Gibb, Bitzer) (1984) megjelent: Barry Gibb: Now Voyager, The Fantastic Bee Gees
- Silly Little Girl (Maurice Gibb, Lauwrie) (1970) megjelent: The Loner
- Since I Lost You (Barry Gibb) (1964) nem jelent meg
- Sincere Relation (Robin Gibb) (1970) megjelent: 2 Years On
- Sing Slowly Sisters (Robin Gibb) (1969) megjelent: Sing Slowly Sisters
- Sinking Ships (Barry, Robin és Maurice Gibb) (1967) megjelent: Tales from The Brothers Gibb, The Studio Albums 1967–1968, Golden Album, Massachusetts (album), Kitty Can, The Bee Gees (Supraphon), Bee Gees Rare Collection
- Sir Geoffrey Saved The World (Barry, Robin és Maurice Gibb) (1967) megjelent: Tales from The Brothers Gibb, The Studio Albums 1967–1968, Bee Gees Rare Collection, Massachusetts (album), The Bee Gees (Supraphon)
- Siren Chase (Barry Gibb) (1988) megjelent: Barry Gibb: Hawks (Barry Gibb)
- Sisters (Maurice Gibb) (1981) nem jelent meg
- Sitting In The Meadow (Barry, Robin és Maurice Gibb) (1968) megjelent: The Studio Albums 1967–1968, From The Bee Gees Archives, First Album Demos, In Their Own Time, Merchants Of Dream
- Sky West and Crooked (Robin Gibb) (1969) megjelent: Sing Slowly Sisters
- Smile For Me (Barry Gibb, Maurice Gibb) (1968) megjelent: The Tigers: Tigers Beat 1969, Earliest Bee Gees With And By Others
- Smoke and Mirrors (Barry, Robin és Maurice Gibb) (1995) megjelent: Still Waters
- So Far So Good (Robin Gibb, Maurice Gibb, Lawrence) (1986) megjelent: Carola: Runaway 1986
- So Long Boy (Maurice Gibb, Kipner) (1966) megjelent: Janene Watson kislemezén 1967, Assault the Vaults
- Soldier Johnny (Maurice Gibb, Lauwrie) (1970) megjelent: The Loner
- Soldiers (Barry, Robin és Maurice Gibb) (1981) megjelent: Living Eyes, The Complete Living Eyes Demos, In The Studio, Gold and Diamonds
- Solitude (Maurice Gibb) (1984) megjelent: A Breed Apart
- Somebody Stop The Music (Barry Gibb, Maurice Gibb) (1971) megjelent: Trafalgar (Bee Gees nagylemez)
- Somebody Waits For Me (Barry Gibb) (1970) nem jelent meg
- Someone Belonging To Someone (Barry, Robin és Maurice Gibb) (1982) megjelent: Staying Alive, Tales from The Brothers Gibb, Bee Gees Love Hits, Bee Gees and Andy Gibb Demos, Staying Alive Demos
- Someone I Ain't (Barry Gibb, Andy Gibb) (1979) megjelent: Andy Gibb: After Dark
- Someone To Believe In (Barry, Robin és Maurice Gibb) (1985) megjelent: Walls Have Eyes, Secret Agent / Walls Have Eyes
- Something (Barry, Robin és Maurice Gibb) (1971): nem jelent meg
- Something Blowing (Maurice Gibb, Lawrie, Hitchcock) (1970) megjelent: The Loner
- Son For Davey (Barry Gibb, David English) (2006) nem jelent meg
- Songbird (Barry, Robin, Maurice Gibb, Blue Weaver) (1975) megjelent: Main Course, Rarevolution
- Sound Of Love (Barry, Robin és Maurice Gibb) (1968) megjelent: Odessa, Goldene Serie International, Bee Gees Golden Double Album, Bee Gees Success Story
- South Dakota Morning (Barry Gibb) (1972) megjelent: Life in a Tin Can, Portrait of The Bee Gees
- Spicks and Specks (Barry Gibb) (1966) megjelent: Spicks and Specks, Rare, Precious & Beautiful, Best of Bee Gees, Melody (album), Tales from The Brothers Gibb, Brilliant From Birth, The Record, All Time Greatest Hits, BBC – Words And Music, Bee Gees (Amiga), Bee Gees (Time album), Bee Gees 20 Greatest Hits, Bee Gees Best, Bee Gees Big Chance, Bee Gees Bonanza, Bee Gees Bonanza Vol2, Bee Gees Forever Classic, Bee Gees Perfect, Bee Gees Perfect Series, Bee Gees Startrack Vol. 13, Best of Bee Gees (tajvani), Best of The Bee Gees (francia), Birth of Brilliance, Goldene Serie International, In The Beginning, Inception / Nostalgia, Spicks & Specks: 26 Songs from the Early Days, The Bee Gees (Supraphon), The Complete Hit-Album, The Scope of The Bee Gees, This Is How We Started, To Be or Not to Be, To Perfection, Tomorrow The World, Ultimate Collection, Claustrophobia, Bee Gees Classic Years, Bee Gees 26 Golden Oldies, Merchants Of Dream, Strange Brew, The Great Bee Gees, The 60s Collection, Best of the Early Years, Follow The Wind, Bee Gees Pop Legends, Bee Gees 1963–1966, Bee Gees 2CD Box, The Three Kisses Of Love, Bee Gees Collection 25 Songs, Bee Gees Success Story
- Spirit Of The Snow (Maurice Gibb) (1982) nem jelent meg
- Spirits (Having Flown) (Barry, Robin és Maurice Gibb) (1978) megjelent: Spirits Having Flown, Spirits Having Flown Demos, Bee Gees Greatest, Bee Gees Halloween, MTV History, Años dorados 1975-1980, Bee Gees (Német)
- Spread Your Wings (For Your Love) (Barry, Robin és Maurice Gibb)(1986) megjelent: Carola: Runaway 1986
- Starcrossed Lovers (Barry Gibb, Ashley Gibb) (2004) nem jelent meg
- Stay Alone (Barry Gibb, Bitzer) (1982) megjelent: Barry Gibb: Now Voyager
- Stayin' Alive (Barry, Robin és Maurice Gibb) (1977) megjelent: Saturday Night Fever (album), Bee Gees Greatest, Staying Alive, Tales from The Brothers Gibb The Very Best of The Bee Gees, Bee Gees Story, One Night Only, The Record, Number Ones, 16 Greatest Hits, An Audience With The Bee Gees, Años dorados 1975-1980, Bee Gees (Amiga), Bee Gees (Német), Bee Gees Greatest Programa Especial Para Radio, Bee Gees History, Gold and Diamonds, In The Studio, Instrumental And Other Rarities, MTV History, Taratata, The Bee Gees Brothers With Others, The Complete Hit-Album, Twenty-two Hits of The Bee Gees, The Complete Storytellers, Bee Gees Success Story
- Still Waters Run Deep (Barry, Robin és Maurice Gibb) (1995) megjelent: Still Waters, Please Welcome Bee Gees Live on TV, The Complete Storytellers, The Fantastic Bee Gees
- Stop (Think Again) (Barry, Robin és Maurice Gibb) (1978) megjelent: Spirits Having Flown, Spirits Having Flown Demos
- Storm (Waiting In The) (Barry, Robin és Maurice Gibb) (1966) megjelent: The Family Dogg lemezén 1967, Inception / Nostalgia, Brilliant From Birth, Birth of Brilliance, Lo Mejor De The Bee Gees, Spicks & Specks: 26 Songs from the Early Days, Bee Gees Disque D’or, In The Beginning, The Great Bee Gees, Bee Gees Pop Legends
- Stranger In A Strange Land (Barry Gibb, Ashley and Stephen Gibb) (2004) megjelent: Barbara Streisand: Guilty Pleasures, Guilty Pleasures Demos
- Strings and Things (Maurice Gibb) (1980) megjelent: The Bee Gees Greatest Outtakes
- Subcutaneous (Maurice Gibb) (1975) nem jelent meg
- Subway (Barry, Robin és Maurice Gibb) (1976) megjelent: Children of the World
- Suddenly (Barry, Robin és Maurice Gibb) (1968) megjelent: Odessa, Bee Gees Tour Souvenir, Lo Mejor De Bee Gees Vol. 2, Bee Gees Golden Double Album, Bee Gees Starportrait International, Maurice In The Lead
- Summer Ends (Barry Gibb) (1970) megjelent: The Kid's No Good
- Sun In My Morning (Barry Gibb, Maurice Gibb) (1969) megjelent kislemezen a Tomorrow Tomorrow B oldalán 1969, Tales from The Brothers Gibb, Bee Gees Greatest Volume 1 1967-1974, Bee Gees Rare Collection
- Surfer Boy (Barry Gibb) (1963) megjelent: Noeleen Batley kislemezén 1964, Earliest Bee Gees With And By Others
- Susan (Maurice Gibb) (1970) nem jelent meg
- Susan With The Beating Heart (Barry Gibb) (1970) nem jelent meg
- Swan Song (Barry, Robin és Maurice Gibb) (1967) megjelent: Idea (album), , Bee Gees Idea (mono), The Studio Albums 1967–1968, Bee Gees Starportrait International, Bee Gees Tour Souvenir, The Bee Gees Greats, Bee Gees Golden Double Album
- Sweet Song Of Summer (Barry, Robin és Maurice Gibb) (1972) megjelent: To Whom it May Concern
- Sweet Summer Rain (Barry, Robin és Maurice Gibb) (1970) nem jelent meg
- Sweetheart (Barry Gibb, Maurice Gibb) (1969) megjelent: Cucumber Castle, Best of Bee Gees Vol. 2, From The Bee Gees Archives Vol2, Best of The Bee Gees (francia), Massachusetts (album), Bee Gees and Andy Gibb Demos
- System Of Love (Barry Gibb, Alan Kendall) (1986): megjelent: Barry Gibb: Hawks (Barry Gibb)

## T
- Take Hold Of That Star (Barry Gibb) (1963) megjelent: The Bee Gees Sing and Play 14 Barry Gibb Songs, Rare, Precious & Beautiful 2, Brilliant From Birth, Bee Gees Big Chance, Big Chance, Bee Gees (Time album), To Be or Not to Be, Ultimate Collection, Bee Gees Bonanza Vol2, Ever Increasing Circles, Bee Gees Bonanza, Bee Gees 26 Golden Oldies, The 60s Collection, Original Songs, Follow The Wind, Bee Gees 1963–1966, Bee Gees 2CD Box, The Three Kisses Of Love, Bee Gees Collection 25 Songs
- Take It Greasy (Maurice Gibb, Lauwrie) (1969) nem jelent meg
- Take The Short Way Home (Barry Gibb, Galuten) (1982) megjelent: Dionne Warwick: Heartbreaker, Heartbreaker Demos, Master Heartbreaker Demos
- Talk To Me (Maurice Gibb, Kipner) (1966) megjelent: Anne Shelton kislemezén 1966, Assault the Vaults
- Tears (Barry, Robin és Maurice Gibb) (1989) megjelent: One
- Technicolor Dreams (Barry Gibb) (1999) megjelent: This Is Where I Came In
- Tell Me Why (Barry Gibb) (1970) megjelent: 2 Years On
- Temptation (Barry Gibb, Maurice Gibb, Bitzer) (1984) megjelent: Barry Gibb: Now Voyager
- Terminal (Barry, Robin és Maurice Gibb) (1991): nem jelent meg
- Terrible Way To Treat Your Baby (Barry, Robin és Maurice Gibb) (1966) megjelent: Ronnie Burns kislemezén 1966, Inception / Nostalgia, Brilliant From Birth, Birth of Brilliance, Por Siempre Bee Gees, In The Beginning
- Thank You (Barry, Robin és Maurice Gibb) (1967) nem jelent meg
- Thank You For Christmas (Barry, Robin és Maurice Gibb) megjelent The Studio Albums 1967–1968, Bee Gees Unissued
- That's What I'll Give To You (Barry Gibb) (1965) megjelent: Jimmy Boyd kislemezén 1966, Earliest Bee Gees With And By Others
- The 1st Mistake I Made (Barry Gibb) (1970) megjelent: 2 Years On
- The Band Will Meet Mr Justice (Robin Gibb) (1968) nem jelent meg
- The Battle Of The Blue and Grey (Barry Gibb) (1963) megjelent: Turn Around, Look at Us, Rare, Precious & Beautiful 3, Brilliant From Birth, BBC – Words And Music, Bee Gees (Time album), Bee Gees Big Chance, Bee Gees Forever Classic, Big Chance, Brilliant From Birth, Ever Increasing Circles, In The Beginning, To Be or Not to Be, Ultimate Collection, Claustrophobia, Bee Gees Classic Years, Bee Gees 26 Golden Oldies, The 60s Collection, Original Songs, Follow The Wind, Bee Gees 2CD Box, The Three Kisses Of Love, Bee Gees Collection 25 Songs
- The Boogeyman (Barry, Robin és Maurice Gibb) megjelent: Bee Gees Halloween
- The Breed Ending (Maurice Gibb) (1984) megjelent: A Breed Apart (filmzene)
- The Bridge (Maurice Gibb, Samantha Gibb, Adam Gibb) (1999) megjelent: Bee Gees Unlocked, Angel Of Mercy – Buried Gibb Treasures
- The British Opera (Barry, Robin és Maurice Gibb) (1968) megjelent: Odessa
- The Chance Of Love (Barry Gibb, Maurice Gibb) (1969) megjelent: Cucumber Castle
- The Change I See (Barry, Robin és Maurice Gibb) (1970) : nem jelent meg
- The Change Is Made (Barry, Robin és Maurice Gibb) (1967) megjelent: Horizontal, The Studio Albums 1967–1968, Golden Album, The Bee Gees Greats, The Bee Gees (Supraphon)
- The Complete and Utter History (Robin Gibb) (1969) nem jelent meg
- The Day Your Eyes Meet Mine (Barry Gibb, Maurice Gibb) (1970) megjelent: The Kid's No Good
- The Echo Of Your Voice (Barry Gibb) (1959) nem jelent meg
- The Ernest Of Being George (Barry, Robin és Maurice Gibb) (1967) megjelent: Horizontal, The Studio Albums 1967–1968, In Their Own Time, Strange Brew
- The Extra Mile (Barry, Robin és Maurice Gibb) (2000) megjelent: This Is Where I Came In
- The Feel (Barry, Robin és Maurice Gibb) (1976): nem jelent meg
- The Flag I Flew (Robin Gibb) (1969) megjelent: Sing Slowly Sisters
- The Girl Next Door (Barry, Robin és Maurice Gibb) (1995) nem jelent meg
- The Girl To Share Each Day (Robin Gibb) (1968) nem jelent meg
- The Greatest Man In The World (Barry Gibb) (1971) megjelent: Trafalgar (Bee Gees nagylemez)
- The Happiest Days Of Your Life (Barry, Robin és Maurice Gibb) (1972): nem jelent meg
- The Hunter (Barry, Robin, Maurice Gibb, Bitzer) (1984) megjelent: Barry Gibb: Now Voyager
- The Hurt (Barry, Robin, Maurice Gibb, Bitzer) (1984) nem jelent meg
- The Intruders (Maurice Gibb) (1970) megjelent: A Breed Apart (filmzene)
- The Intruders (Maurice Gibb) (1984) megjelent: A Breed Apart (filmzene), Instrumental And Other Rarities
- The Loner (Maurice Gibb, Lauwrie) (1969) megjelent: The Loner
- The Longest Night (Barry, Robin és Maurice Gibb) (1986) megjelent: E.S.P, E.S.P Demos
- The Lord (Barry Gibb, Maurice Gibb) (1969) megjelent: Cucumber Castle, Massachusetts (album), The Faboluos Bee Gees, Bee Gees Greatest Volume 1 1967-1974, Superstarshine Vol. 4
- The Love Inside (Barry Gibb) (1978) megjelent: Barbara Streisand: Guilty, Guilty Demos, Master Guilty Demos, The Complete Guilty Demos
- The Love Of A Woman (Barry Gibb, Maurice Gibb) (1969) megjelent: Samantha Sang kislemezén 1969, nagylemezén: Emotion 1977, Scattered Gibbs
- The Love That Was Lost (Maurice Gibb) (1978) nem jelent meg
- The Man Most Likely To Be (Robin Gibb) (1969) nem jelent meg
- The Misunderstood (Maurice Gibb) (1983) nem jelent meg
- The One That I Love (Barry Gibb) (1964) nem jelent meg
- The Only Love (Barry, Robin és Maurice Gibb) (1990) megjelent: High Civilization
- The Only Way (Barry Gibb, Maurice Gibb) (1969): nem jelent meg
- The People's Public Poke (Robin Gibb) (1968) nem jelent meg
- The Promise You Made (Barry, Robin és Maurice Gibb) (1981) megjelent: Lost & Found II, From The Gibb Files, The Bee Gees Greatest Demos, From The Bee Gees Archives Vol2
- The Rescue Of Bonnie Prince Wally (Barry és Robin Gibb) (1978) megjelent: A Personal Message From The Bee Gees
- The Runaway (Robin Gibb, Maurice Gibb) (1986) megjelent: Carola: Runaway 1986
- The Savage Is Loose (Barry Gibb, Randy Jackson, George Bitzer) (1986) megjelent: Barry Gibb: Hawks (Barry Gibb)
- The Singer Sang His Song (Barry, Robin és Maurice Gibb) (1968) megjelent: Tales from The Brothers Gibb, The Studio Albums 1967–1968, Bee Gees Rare Collection, Golden Album, Bee Gees Starportrait International, Kitty Can, Massachusetts (album), Goldene Serie International, Bee Gees Tour Souvenir
- The Square Cup (Barry, Robin és Maurice Gibb) (1968) megjelent: Orchester Max Greger kislemezén 1969, Instrumental And Other Rarities
- The Stateman (Robin Gibb) (1969) nem jelent meg
- The Supernatural (Maurice Gibb) (1985) nem jelent meg, a The Supernatural filmben hangzik fel
- The Three Kisses Of Love (Barry Gibb) (1963) megjelent: Turn Around, Look at Us, Rare, Precious & Beautiful 2, Brilliant From Birth, Bee Gees (Time album), Bee Gees Big Chance, Ever Increasing Circles, This Is How We Started, To Be or Not to Be, Birth of Brilliance, Bee Gees Bonanza Vol2, Bee Gees Forever Classic, Bee Gees Perfect, Bee Gees Perfect Series, In The Studio, Bee Gees Bonanza, Spicks & Specks: 26 Songs from the Early Days, Ultimate Collection, In The Beginning, Claustrophobia, Bee Gees Classic Years, Bee Gees 26 Golden Oldies, The 60s Collection, Best of the Early Years, Bee Gees 1963–1966, Bee Gees 2CD Box, The Three Kisses Of Love, Bee Gees Collection 25 Songs
- The Walls Fell Down (Barry, Robin és Maurice Gibb) (1968) megjelent: The Marbles: The Marbles 1969, Scattered Gibbs
- The Way I Feel Today (Barry, Robin és Maurice Gibb) (1970) nem jelent meg
- The Way It Was (Barry, Robin Gibb, Weaver) (1976) megjelent: Children of the World 1976
- The Wishing Song (Barry Gibb) (1965) megjelent: Noeleen Batley kislemezén 1965
- The Woman In You (Barry, Robin és Maurice Gibb) (1983) megjelent: Staying Alive, Tales from The Brothers Gibb, Bee Gees Greatest Hits, Staying Alive Demos
- The Worst Girl In This Town (Robin Gibb) (1969) megjelent: Robin Gibb: Robin’s Reign
- Theme From 'Now Voyager' (Barry Gibb) (1984) megjelent: Instrumental And Other Rarities
- Then You Left Me (Barry Gibb, Maurice Gibb) (1969) megjelent: Cucumber Castle, Bee Gees Love Hits
- There Goes My Heart Again (Barry Gibb, Maurice Gibb) (1969) nem jelent meg
- These Walls Have Eyes (Barry, Robin és Maurice Gibb) (1985) megjelent: Walls Have Eyes, Secret Agent / Walls Have Eyes
- They Say (Barry Gibb) (1965) megjelent: Dennis and The Delawares kislemezén 1965, Earliest Bee Gees With And By Others
- They'll Never Know (Barry Gibb) (1965) megjelent: Wayne Newton: Red Roses For A Blue Lady 1965, Earliest Bee Gees With And By Others
- This Could Be Goodbye (Barry Gibb) (1979): nem jelent meg
- This Is The End (Barry Gibb) (1964) nem jelent meg
- This Is Where I Came In (Barry, Robin és Maurice Gibb) (2000) megjelent: This Is Where I Came In, The Record, Lost & Found II
- This Is Your Life (Barry, Robin és Maurice Gibb) (1987) megjelent: E.S.P
- This Time (Barry Gibb) (1970) megjelent: kislemezen az  I'll Kiss Your Memory  B oldalán, The Kid's No Good, Kitty Can, Instrumental And Other Rarities
- This Woman (Barry Gibb, Galuten) (1982) megjelent: Kenny Rogers: Eyes That See In The Dark, Eyes That See In The Dark Demos, Master Eyes That See In The Dark Demos, Lost & Found
- Throw A Penny (Barry és Robin Gibb) (1973) megjelent: Mr Natural, Tales from The Brothers Gibb, Bee Gees Greatest Volume 1 1967-1974
- Till I Try (Maurice Gibb, Lauwrie) (1970) megjelent: The Loner
- Timber! (Barry Gibb) (1963) megjelent: The Bee Gees Sing and Play 14 Barry Gibb Songs, Rare, Precious & Beautiful 3, Brilliant From Birth, Birth of Brilliance, Big Chance, In The Beginning, Follow The Wind, Bee Gees 2CD Box
- Time Is Passing By (Barry Gibb) (1960): nem jelent meg, egy ausztráliai TV-showban adta elő a Bee Gees, , Guilty Pleasures Demos
- Time Is Time (Barry Gibb, Andy Gibb) (1980) megjelent: Andy Gibb: Andy Gibbs Greatest Hits, Scattered Gibbs
- Tint Of Blue (Barry és Robin Gibb) (1966) megjelent: Spicks and Specks, Rare, Precious & Beautiful, Brilliant From Birth, Bee Gees Bonanza
- To Be Or Not To Be (Barry Gibb) (1965) megjelent: The Bee Gees Sing and Play 14 Barry Gibb Songs, Rare, Precious & Beautiful 2, Brilliant From Birth, To Be or Not to Be, Bee Gees (Time album), Birth of Brilliance, Bee Gees Bonanza, Bee Gees Bonanza Vol2, Ultimate Collection, Bee Gees Big Chance, Tomorrow The World, In The Beginning, Bee Gees 26 Golden Oldies, The 60s Collection, Best of the Early Years, Follow The Wind, Bee Gees 1963–1966, Bee Gees 2CD Box, The Three Kisses Of Love, Bee Gees Collection 25 Songs
- To Dance Again (Barry, Robin és Maurice Gibb) (1970) megjelent: Lost & Found
- To Heaven and Back (Robin Gibb) (1969) nem jelent meg
- To Lose Your Penis (Bee Gees paródia a To Love Somebody dallamára) megjelent: In The Studio
- To Love Somebody (Barry és Robin Gibb) (1967) megjelent: Bee Gees First, Best of Bee Gees, Here at Last… Bee Gees… Live, Melody (album), Tales from The Brothers Gibb, The Very Best of The Bee Gees, Bee Gees Story, One Night Only, The Record, Love Songs, The Studio Albums 1967–1968, Twenty-two Hits of The Bee Gees, To Perfection, The Complete Hit-Album, The Bee Gees Brothers With Others, The Bee Gees (Supraphon), Taratata, Portrait of The Bee Gees, Please Welcome Bee Gees Live on TV, My World, MTV History, Midnight Specials, Lost & Found II, Los Mas Grandes Exitos De Los Ańos '60, In Their Own Time, In The Studio, In the Morning, Goldene Serie International, Gold and Diamonds, Best of The Bee Gees (francia), Best of Bee Gees (tajvani), Bee Gees Tour Souvenir, Bee Gees The Best!, Bee Gees Startrack Vol. 13, Bee Gees Starportrait International, Bee Gees Perfect Series, Bee Gees Perfect, Bee Gees History, Bee Gees Greatest Volume 1 1967-1974, Bee Gees Golden Double Album, Golden Album, Bee Gees Gold Vol. 1, Bee Gees Best Album, Bee Gees Best, Bee Gees 20 Greatest Hits, Bee Gees (Német), All Time Greatest Hits, A Arte De Bee Gees, 16 Greatest Hits, The Complete Storytellers, Soundstage '75, Merchants Of Dream, Strange Brew, A Popularidade de Bee Gees, Bee Gees Success Story
- To Tongue Somebody (paródia a To Love Somebody dallamára) megjelent: Bee Gees on Howard Stern
- Todo por Amor (=Words) (Barry, Robin és Maurice Gibb) megjelent: The Bee Gees Brothers With Others
- Together (Barry Gibb) (1970) nem jelent meg
- Tokyo Nights (Barry, Robin és Maurice Gibb) (1987) megjelent: One, One Demos, E.S.P Demos, Bee Gees and Andy Gibb Demos
- Tomorrow Night (Barry, Robin és Maurice Gibb) (1976) nem jelent meg
- Tomorrow Tomorrow (Barry Gibb, Maurice Gibb) (1969) negjelent kislemezen 1969, Tales from The Brothers Gibb, Bee Gees Perfect Series, Bee Gees Tour Souvenir, Bee Gees Starportrait International, Portrait of The Bee Gees, A Arte De Bee Gees, The Complete Hit-Album, Serie Autografo de Exitos, All Time Greatest Hits, Best of Bee Gees Vol. 2, Bee Gees Rare Collection, Best of The Bee Gees (francia), Massachusetts (album), Bee Gees Idea (mono), A Popularidade de Bee Gees
- Too Many, Too Few (Barry Gibb) (1970) nem jelent meg
- Too Much Heaven (Barry, Robin és Maurice Gibb) (1978) megjelent: Spirits Having Flown, Bee Gees Greatest, Tales from The Brothers Gibb, The Very Best of The Bee Gees, Bee Gees Story, The Record, Number Ones, Love Songs, The Bee Gees Brothers With Others, Spirits Having Flown Demos, Años dorados 1975-1980, Bee Gees Love Hits, The Bee Gees Brothers With Others, In The Studio, Bee Gees on Howard Stern, Music for UNICEF, Twenty-two Hits of The Bee Gees, The Complete Hit-Album, Bee Gees History, MTV History, Gold and Diamonds, Bee Gees Greatest Programa Especial Para Radio, Bee Gees Success Story
- Too Much To Think About (Robin Gibb, Maurice Gibb) (1970) nem jelent meg
- Top Hat (Barry Gibb) (1966) megjelent: Ronnie Burns kislemezén 1967, Inception / Nostalgia, Last Minute demos, Brilliant From Birth
- Touch and Understand Love (Maurice Gibb, Lauwrie) (1969) megjelent: Myrna March kislemezén 1971, Gibb Treasures, Lost & Found, A Breed Apart (filmzene), The Bee Gees Greatest Demos
- Touch Me (Robin Gibb, Blue Weaver) (1980) nem jelent meg
- Town Of Tuxley Toymaker, Pt. 1 (Barry, Robin és Maurice Gibb) (1966) megjelent: Jon Blanchfield kislemezén 1967, Assault the Vaults, Bee Gees Christmas
- Toys (Barry, Robin és Maurice Gibb) (1985) megjelent: Walls Have Eyes, Tales from The Brothers Gibb, Rarevolution, Bee Gees Christmas, Secret Agent / Walls Have Eyes
- Trafalgar (Maurice Gibb) (1971) megjelent: Trafalgar (Bee Gees nagylemez), My World, A Arte De Bee Gees, From The Bee Gees Archives Vol2, Maurice In The Lead, Bee Gees and Andy Gibb Demos, A Popularidade de Bee Gees
- Tragedy (Barry, Robin és Maurice Gibb) (1978) megjelent: Spirits Having Flown, Bee Gees Greatest, Tales from The Brothers Gibb, The Very Best of The Bee Gees, Bee Gees Story, One Night Only, The Record, Number Ones, Spirits Having Flown Demos, Bee Gees History, The Complete Hit-Album, Gold and Diamonds, 16 Greatest Hits, Años dorados 1975-1980, Bee Gees Halloween, MTV History, Instrumental And Other Rarities, Bee Gees (Német), Bee Gees Greatest Programa Especial Para Radio, The Complete Storytellers, Bee Gees Success Story
- Treacle Brown (Barry, Robin és Maurice Gibb) (1968) megjelent: Lori Balmer kislemezén 1968
- Triangle (Maurice Gibb, Lauwrie) (1970) nem jelent meg
- Tribute To An Unknown Love (Barry Gibb) (1964) megjelent: John Hore: Hit The Trail 1965
- True Confessions (Barry, Robin és Maurice Gibb) (1990) megjelent: High Civilization
- True True Love (Barry Gibb) (1963) nem jelent meg
- Turn Of The Century (Barry és Robin Gibb) (1967) megjelent: Bee Gees First, The Studio Albums 1967–1968, In the Morning, My World, Last Minute demos, Bee Gees Golden Double Album, Bee Gees Best (Polydor), Bee Gees The Best!, Los Mas Grandes Exitos De Los Ańos '60, First Album Demos, Golden Album, Merchants Of Dream, Strange Brew
- Turning Tide (Barry Gibb, Maurice Gibb) (1968) megjelent: Cucumber Castle
- Turtle Love (Barry Gibb) (1956) nem jelent meg.
- Twenty Miles To Blueland (Barry Gibb) (1959): a Gibb testvérek első felvétele, megjelent: This Is Your Life TV Show 1991, From The Gibb Files, Lost & Found II, From The Bee Gees Archives Vol2
- Twinky (Barry Gibb, Maurice Gibb) (1969): nem jelent meg
- Two People (Robin Gibb, Blue Weaver) (1979) megjelent: Jimmy Ruffin: Sunrise 1980

## U
- Ultrabrite Jingle (Maurice Gibb) megjelent: From The Gibb Files, Lost & Found II, From The Bee Gees Archives Vol2
- Undercover (Barry, Robin és Maurice Gibb) (1984) nem jelent meg
- Underworld (Barry Gibb, Ashley Gibb) (2004) megjelent: Itunes 2006
- Until (Barry, Robin és Maurice Gibb) (1978) megjelent: Spirits Having Flown, Rarevolution
- Untitled (Maurice Gibb) megjelent: Instrumental And Other Rarities
- Up The Revolution (Barry, Robin és Maurice Gibb) (1986) megjelent: The Bunbury Tails (filmzene), Scattered Gibbs
- Upstairs, Downstairs (Barry, Robin és Maurice Gibb) (1966) megjelent: Jon Blanchfield kislemezén 1967, Assault the Vaults

## V
- Very Special Day (Robin Gibb) (1970) megjelent: Sing Slowly Sisters
- Victim (Barry Gibb) (1970) megjelent: The Kid's No Good
- Visitor From America (Maurice Gibb, Lauwrie) (1969) nem jelent meg
- Voice In The Wilderness (Barry Gibb, Bonelli, Kendall, Rucker, Stivers) (1999) megjelent: This Is Where I Came In
- Voices (Barry, Robin és Maurice Gibb) 1973 megjelent: Mr Natural

## W
- Walk Before You Run (Barry Gibb, Stills) (1976) nem jelent meg
- Walk Between The Teardrops (Barry Gibb) (1970) nem jelent meg
- Walkin Talkin Teardrops (Barry Gibb) (1964) megjelent: Jimmy Little kislemezén 1964, Assault the Vaults
- Walking Back To Waterloo (Barry, Robin és Maurice Gibb) (1971) megjelent: Trafalgar (Bee Gees nagylemez)
- Walking On Air (Maurice Gibb) (1999) megjelent: This Is Where I Came In, Maurice In The Lead
- Warm Ride (Barry, Robin és Maurice Gibb) (1977) megjelent: Graham Bonnet kislemezén 1978, Andy Gibb: After Dark, Scattered Gibbs
- Warriors (Maurice Gibb) (1981) nem jelent meg
- Was It All In Vain? (Barry és Robin Gibb) (1974): nem jelent meg.
- Watch What You Say (Barry Gibb) (1964) megjelent: Bryan Davies kislemezén 1964
- Watching The Hours Go By (Barry Gibb) (1965) megjelent: Noeleen Batley kislemezén 1965
- We Can Conquer The World (Robin Gibb, Maurice Gibb) (1970) megjelent: Lost & Found, From The Gibb Files, From The Bee Gees Archives Vol2, The Bee Gees Greatest Outtakes
- We Can Lift A Mountain (Robin Gibb, Maurice Gibb) (1970) megjelent: From The Bee Gees Archives
- We Lost The Road (Barry és Robin Gibb) (1970) megjelent: To Whom it May Concern, Gibb Treasures
- Wedding Day (Barry, Robin és Maurice Gibb) (1999) megjelent: This Is Where I Came In, Love Songs, Bee Gees Unlocked
- Weekend (Robin Gibb) (1969) megjelent: Robin Gibb: Robin’s Reign, Sing Slowly Sisters
- Welcomed Friend (Maurice Gibb) (1983) nem jelent meg
- Well I Am Telling You Now" (Barry, Robin és Maurice Gibb) megjelent: In The Beginning
- We're The Bunburys (Barry Gibb, English) (1986) megjelent: The Bunbury Tails (filmzene), The Bee Gees Brothers With Others
- What Kind Of Fool (Barry Gibb, Albhy Galuten) (1979) megjelent: Barbara Streisand: Guilty, Guilty Demos, Master Guilty Demos, The Complete Guilty Demos, The Fantastic Bee Gees
- What's It All About (Barry Gibb) (1970) megjelent: Angel Of Mercy – Buried Gibb Treasures, The Kid's No Good
- When A Girl Cries (Barry Gibb) (1964) nem jelent meg
- When Do I (Barry és Robin Gibb) (1971) megjelent: Trafalgar (Bee Gees nagylemez), Gibb Treasures
- When He's Gone (Barry, Robin és Maurice Gibb) (1990) megjelent: High Civilization, Please Welcome Bee Gees Live on TV
- When The Swallows Fly (Barry, Robin és Maurice Gibb) (1968) megjelent: Idea (album), , Bee Gees Idea (mono), The Studio Albums 1967–1968, Serie Autografo de Exitos, Superstarshine Vol. 4, The Faboluos Bee Gees, Bee Gees Golden Double Album, All Time Greatest Hits
- When Things Go Wrong (Barry, Robin és Maurice Gibb) (1967): nem jelent meg
- When Two Worlds Collide (Barry, Robin és Maurice Gibb) (1986) megjelent: Carola: Runaway
- Where Are You (Maurice Gibb) (1966) megjelent: Spicks and Specks, Rare, Precious & Beautiful, Brilliant From Birth, Bee Gees Bonanza, In The Beginning, Bee Gees Bonanza Vol2, Maurice In The Lead
- Where Do I Go (Barry, Robin, Maurice és Andy Gibb) (1978) megjelent: Jimmy Ruffin: Sunrise, Scattered Gibbs
- Where Is Your Sister (Barry, Robin és Maurice Gibb) (1972) megjelent: A Kick In The Head Is Worth Eight In The Pants, A Kick In The Head (Brothers Gibbs Record)
- Where Tomorrow Is (Barry, Robin és Maurice Gibb) (1986) megjelent: Barry Gibb: Hawks (Barry Gibb), Tales from The Brothers Gibb
- Wherever You Are (Barry Gibb) (1979) megjelent: Andy Gibb: After Dark
- While I Am Here (Maurice Gibb, Black) (1980) nem jelent meg
- While I Play (Barry Gibb) (1972) megjelent: Life in a Tin Can
- Whisper Whisper (Barry, Robin és Maurice Gibb) (1968) megjelent: Odessa, Bee Gees Golden Double Album
- Whistle Me (Robin Gibb, Maurice Gibb) (1970) : nem jelent meg
- Who Knows What A Room Is (Barry Gibb, Maurice Gibb) (1969) megjelent: From The Bee Gees Archives, The Bee Gees Greatest Outtakes
- Whoops Cookie (Caryl Brahms, Ned Sherrin, Ron Grainer) megjelent: The Loner
- Who's Been Writing On The Wall Again (Barry Gibb) (1965) megjelent: Jenny Bradley kislemezén 1965, Assault the Vaults
- Why (Barry Gibb, Andy Gibb) (1977) megjelent: Andy Gibb: Shadow Dancing
- Wildflower (Barry, Robin és Maurice Gibb) (1981) megjelent: Living Eyes, The Complete Living Eyes Demos, MTV History, In The Studio, Maurice In The Lead
- Will You Ever Let Me (Barry, Robin és Maurice Gibb) (1989) megjelent: One
- Wind Of Change (Barry és Robin Gibb) (1974) megjelent: Main Course, Here at Last… Bee Gees… Live, Bee Gees Greatest, Bee Gees Greatest Programa Especial Para Radio, MTV History, Midnight Specials, Bee Gees (Német), Soundstage '75
- Wine and Women (Barry Gibb) (1965) megjelent: The Bee Gees Sing and Play 14 Barry Gibb Songs, Turn Around, Look at Us, Rare, Precious & Beautiful 3, Brilliant From Birth, Big Chance, Bee Gees (Time album), To Be or Not to Be, Bee Gees Big Chance, Birth of Brilliance, Ultimate Collection, Tomorrow The World, Lost & Found II, In The Beginning, Claustrophobia, Bee Gees Classic Years, Bee Gees 26 Golden Oldies, The 60s Collection, Best of the Early Years, Follow The Wind, Bee Gees 1963–1966, Bee Gees 2CD Box, The Three Kisses Of Love, Bee Gees Collection 25 Songs
- Wing and A Prayer (Barry, Robin és Maurice Gibb) (1987) megjelent: One, Rarevolution
- Wish You Were Here (Barry, Robin és Maurice Gibb) (1988) megjelent: One, One Demos, Magnet
- With All Nations (Barry, Robin és Maurice Gibb) (1968) megjelent: Odessa, Instrumental And Other Rarities, Bee Gees Golden Double Album
- With My Eyes Closed (Barry, Robin és Maurice Gibb) (1996) megjelent: Still Waters
- With The Sun In My Eyes (Barry, Robin és Maurice Gibb) (1967) megjelent: Horizontal, The Studio Albums 1967–1968, The Bee Gees Greats, Bee Gees Best (Polydor), In Their Own Time, Strange Brew
- Without Your Love (Barry Gibb, Ashley Gibb) (2004) megjelent: Barbara Streisand: Guilty Pleasures, , Guilty Pleasures Demos
- Woman In Love (Barry és Robin Gibb) (1979) megjelent: Barbara Streisand: Guilty, Guilty Demos, Master Guilty Demos, The Complete Guilty Demos, Scattered Gibbs
- Words (Barry, Robin és Maurice Gibb) (1967) megjelent: Best of Bee Gees, Here at Last… Bee Gees… Live, Tales from The Brothers Gibb, The Very Best of The Bee Gees, Bee Gees Story, One Night Only, The Record, Number Ones, Love Songs, The Studio Albums 1967–1968, Bee Gees Best, Bee Gees Best (Polydor), Bee Gees 20 Greatest Hits, Bee Gees Golden Double Album, A Arte De Bee Gees, In Their Own Time, King Biscuit Flower Hour, The Bee Gees (Supraphon), The Faboluos Bee Gees, Bee Gees Perfect Series, Bee Gees The Best!, Bee Gees Startrack Vol. 13, Bee Gees (Amiga), Bee Gees (Német), Bee Gees Gold Vol. 1, Best of Bee Gees (tajvani), Best of The Bee Gees (francia), Gold and Diamonds, Le Disque D’or Des Bee Gees, Superstarshine Vol. 4, The Bee Gees Brothers With Others, Golden Album, An Audience With The Bee Gees, MTV History, My World, Bee Gees Greatest Volume 1 1967-1974, Bee Gees Starportrait International, Bee Gees History, The Complete Hit-Album, Serie Autografo de Exitos, Los Mas Grandes Exitos De Los Ańos '60, Bee Gees Tour Souvenir, Bee Gees Best Album, 16 Greatest Hits, All Time Greatest Hits, In The Studio, Goldene Serie International, To Perfection, The Complete Storytellers, Soundstage '75, Merchants Of Dream, Strange Brew, A Popularidade de Bee Gees, Bee Gees Success Story
- Words Of A Fool (Barry Gibb) (1986) Barry Gibb: Hawks (Barry Gibb)
- World (Barry, Robin és Maurice Gibb) (1967) megjelent: Horizontal, Best of Bee Gees, Tales from The Brothers Gibb, The Very Best of The Bee Gees, Bee Gees Story, The Record, Number Ones, The Studio Albums 1967–1968, All Time Greatest Hits, Bee Gees Best, Bee Gees Best (Polydor), Bee Gees 20 Greatest Hits, Bee Gees Golden Double Album, In Their Own Time, Bee Gees Tour Souvenir, King Biscuit Flower Hour, The Bee Gees (Supraphon), Bee Gees Best Album, Bee Gees Perfect Series, Bee Gees Startrack Vol. 13, In the Morning, Los Mas Grandes Exitos De Los Ańos '60, The Bee Gees Greats, The Complete Hit-Album, Bee Gees (Amiga), Best of Bee Gees (tajvani), Best of The Bee Gees (francia), To Perfection, Bee Gees (Német), Goldene Serie International, Bee Gees Greatest Hits, Bee Gees The Best!, Twenty-two Hits of The Bee Gees, Bee Gees Greatest Volume 1 1967-1974, I’ve Gotta Get A Message To You, My World, Bee Gees Starportrait International, In The Studio, Golden Album, Midnight Specials, Merchants Of Dream, Strange Brew, Bee Gees Success Story
- Wouldn't I Be Someone (Barry, Robin és Maurice Gibb) (1972) megjelent:A Kick In The Head Is Worth Eight In The Pants, Kitty Can, Bee Gees Greatest Volume 1 1967-1974, Tales from The Brothers Gibb, Bee Gees Rare Collection, Bee Gees Perfect Series

## X
- Xmas Day Of Halloween (Robin Gibb) megjelent Lost & Found
- X-Ray Eyes (Robin Gibb, Maurice Gibb) (1984) megjelent: Robin Gibb: Secret Agent 1984, Secret Agent / Walls Have Eyes

## Y
- Yo Te Amo (=Words) (Yves Dessica, Maxine Piolot, Alain Chamfort, Michel Pilay, ang: Paul Anka, spanyol: Alejandro Lerner) megjelent: The Bee Gees Brothers With Others
- You (Barry Gibb) (1967) megjelent Noel Farry lemezén: Sounds of Modification (1968), Earliest Bee Gees With And By Others
- You and I (Barry, Robin és Maurice Gibb) (1982) megjelent Kenny Rogers: Eyes That See In The Dark, 1983, Eyes That See In The Dark Demos, Master Eyes That See In The Dark Demos
- You Are My Love (Barry, Robin és Maurice Gibb) (1982) megjelent: Dionne Warwick: Heartbreaker 1982, Heartbreaker Demos, Master Heartbreaker Demos
- You Do Your Loving With Me (Barry Gibb) (1965) megjelent Lynn Fletcher kislemezén 1965, Earliest Bee Gees With And By Others
- You Don't Say Us Anymore (Robin Gibb, Maurice Gibb) (1985) megjelent: Robin Gibb: Walls Have Eyes, Secret Agent / Walls Have Eyes
- You Got To Lose It In The End (Barry, Robin és Maurice Gibb) (1970) nem jelent meg
- You Know How To Give Yourself Away (Barry, Robin és Maurice Gibb) (1967): nem jelent meg
- You Know It's For You (Maurice Gibb) (1972): megjelent: To Whom it May Concern, Maurice In The Lead
- You Should Be Dancing (Barry, Robin és Maurice Gibb) (1976) megjelent: Children of the World, Here at Last… Bee Gees… Live, Saturday Night Fever, Bee Gees Greatest, Tales from The Brothers Gibb, The Very Best of The Bee Gees, One Night Only, The Record, Number Ones, The Bee Gees Brothers With Others, MTV History, Twenty-two Hits of The Bee Gees, Bee Gees (Német), Bee Gees History, Bee Gees The Best!, The Complete Hit-Album, Bee Gees Best Album, 16 Greatest Hits, Bee Gees Story, Instrumental And Other Rarities, Taratata, Bee Gees 20 Greatest Hits, An Audience With The Bee Gees, Bee Gees Success Story
- You Stepped Into My Life (Barry, Robin és Maurice Gibb) (1976) megjelent: Children of the World Bee Gees Greatest, MTV History, Años dorados 1975-1980, Bee Gees Love Hits
- You Were Made For Me (Barry Gibb) (1964) nem jelent meg
- You Win Again (Barry, Robin és Maurice Gibb)(1986) megjelent: E.S.P, Number Ones, Tales from The Brothers Gibb, The Very Best of The Bee Gees, The Record, E.S.P Demos, BBC – Words And Music, Please Welcome Bee Gees Live on TV, The Bee Gees Brothers With Others, The Fantastic Bee Gees, Bee Gees and Andy Gibb Demos
- You Wouldn't Know (Barry Gibb) (1965) megjelent: The Bee Gees Sing and Play 14 Barry Gibb Songs, Rare, Precious & Beautiful 3, Brilliant From Birth, Bee Gees (Time album), To Be or Not to Be, Bee Gees Big Chance, Big Chance, This Is How We Started, Ultimate Collection, Bee Gees Forever Classic, Ever Increasing Circles, Claustrophobia, Bee Gees Classic Years, Bee Gees 26 Golden Oldies, The 60s Collection, Original Songs, Best of the Early Years, Bee Gees 2CD Box, The Three Kisses Of Love, Bee Gees Collection 25 Songs
- You'll Never See My Face Again (Barry, Robin és Maurice Gibb) (1968) megjelent: Odessa
- Young Love (Barry, Robin és Maurice Gibb) (1986) megjelent: E.S.P Demos, The Bee Gees Greatest Demos, Bee Gees and Andy Gibb Demos
- Young Man's Fancy (Maurice Gibb, Nat Kipner) (1966) megjelent: Bip Adison kislemezén 1966, Assault the Vaults
- Your Love Will Save The World (Barry és Robin Gibb) (1975) megjelent: Percy Sledge: Blue Night lemezén, Scattered Gibbs
- You're Going Away (Barry, Robin és Maurice Gibb) (1970) megjelent: Sing Slowly Sisters
- You're My Heaven (Barry és Robin Gibb) (1973) nem jelent meg
- Yours (Barry, Robin és Maurice Gibb) (1982): megjelent Dionne Warwick: Heartbreaker, Heartbreaker Demos, Master Heartbreaker Demos